# ФК «Ньюкасл Юнайтед» в сезоне 2011/2012
Сезон 2011/12 — 119-й сезон в истории «Ньюкасл Юнайтед», английского футбольного клуба, базирующегося в Ньюкасл-апон-Тайне. Клуб играет в Премьер-лиге второй сезон кряду после вылета в чемпионат Футбольной лиги в 2009 году.
Во время предсезонного периода «сороки» сыграли 6 товарищеских матчей, 3 из которых прошли в рамках тура по США. Последний предсезонный матч с итальянской «Фиорентиной» не был доигран до конца из-за затопленного поля, обусловленного непрекращающимся дождём
«Ньюкасл» выбыл из розыгрыша Кубка Футбольной лиги в четвёртом раунде, уступив «Блэкберну». Также «Юнайтед» проиграл «Брайтону» в четвёртом раунде Кубка Англии.
В Премьер-лиге клуб занял 5-е место, квалифицировавшись на следующий сезон в Лигу Европы УЕФА. На старте чемпионата «Ньюкасл» не проигрывал в течение 11 матчей, чему поспособствовала игра новичка команды, сенегальца Демба Ба, который забил в первой части сезона 16 голов в 20 матчах и впоследствии был признан «игроком месяца» в декабре. Затем команда не смогла выиграть в 6 матчах подряд, на что частично повлияли травмы основных защитников. В первом матче 2012 года «Ньюкасл» победил действовавшего чемпиона «Манчестер Юнайтед» со счётом 3:0, обыграв «красных дьяволов» впервые с сентября 2001 года. В феврале «сороки» потерпели самое разгромное поражение в сезоне: 5:0 — от «Тоттенхэма». В зимнее трансферное окно был приобретён нападающий Паписс Сиссе, забивший во второй части сезона 13 мячей в 14 матчах. Его гол в ворота «Челси» был признан «голом сезона». Также «Ньюкасл Юнайтед» впервые с октября 1996 года одержал 6 побед подряд.
Главный тренер команды, Алан Пардью, был признан «тренером сезона» английской Премьер-лиги, чего не удавалось ни одному тренеру в истории «Ньюкасла», а также «тренером года» по версии LMA. Капитан команды, Фабрисио Колоччини, вошёл в «команду года» Премьер-лиги по версии ПФА.
На последней домашней встрече сезона против «Манчестер Сити» присутствовало 52 389 зрителей, что является рекордной посещаемостью стадиона «Сент-Джеймс Парк» в истории Премьер-лиги и самой высокой с 1976 года

## Клуб
| Должность                   | Имя           |
| --------------------------- | ------------- |
| Главный тренер              | Алан Пардью   |
| Ассистент главного тренера  | Джон Карвер   |
| Тренер                      | Стив Стоун    |
| Тренер вратарей             | Энди Вудман   |
| Главный тренер резервистов  | Вилли Доначи  |
| Тренер по развитию молодёжи | Питер Бирдсли |
| Главный тренер академии     | Джо Джойс     |
| Тренер академии             | Дейв Уотсон   |
| Тренер вратарей академии    | Крис Терпку   |
| Главный скаут               | Грэм Карр     |

| Должность / объект              | Имя                                       |
| ------------------------------- | ----------------------------------------- |
| Владелец                        | Майк Эшли                                 |
| Исполнительный директор         | Дерек Лламбиас                            |
| Стадион (вместимость и размеры) | Сент-Джеймс Парк (52 409 / 105×68 метров) |
| Тренировочная база              | Дарсли Парк                               |

### Форма
Производителем клубной формы стала компания Puma, подписавшая в 2010 году контракт с «Юнайтед» до 2012 года.
Главным спонсором клуба с 2003 года являлась местная компания Northern Rock, но в начале 2012 года «Ньюкасл Юнайтед» подписал соглашение с компанией Virgin Money, которая купила Northern Rock за 747 миллионов фунтов стерлингов.
Домашний комплект формы остался прежним: чёрно-белая полосатая футболка и чёрные шорты, изменилось количество полос и их толщина. Впервые в этой форме команда сыграла в последнем туре чемпионата Англии 2010/11 против клуба «Вест Бромвич Альбион». Третья (резервная) форма полностью чёрная с парой белых диагональных тонких полос, расположенных в верхней части груди. В этом комплекте эмблема «Ньюкасла» изображена в новом стиле — она золотого цвета. Выездной (гостевой) комплект включает в себя оранжевую футболку с парой чёрных полос и белые шорты.

## Предсезонный период
Завершив сезон 2010/11 на 12-й строчке в турнирной таблице, гарантирующей участие в следующем сезоне Премьер-лиги, «Ньюкасл» после месячного отдыха начал предсезонный сбор. В этот период команду покинули Сол Кэмпбелл и Шефки Кучи, у которых истекли сроки контрактов, и Кевин Нолан, капитан «Ньюкасл Юнайтед», перешедший в «Вест Хэм Юнайтед». Также Бен Тозер, проведший последний сезон в аренде в «Нортгемптон Таун», подписал с этим клубом постоянный контракт, Уэйн Раутледж перешёл в «Суонси Сити», а испанец Хосе Энрике — в «Ливерпуль». Но без приобретений «Юнайтед» не остался: французы Йоан Кабай, Сильвен Марво, Мехди Абейд и Габриэль Обертан заключили 5-летние контракты. Сенегальско-французский нападающий Демба Ба на правах свободного агента поставил подпись под 3-летним соглашением с «сороками». Новые контракты с клубом подписали Шейн Фергюсон и Шола Амеоби — на пять лет и на два года, соответственно. В аренду были отданы 4 молодых игрока — Казенга Луа-Луа, Майкл Ричардсон, Джеймс Тавернир и Фил Эйри, а также испанец Хиско.
После ухода Кевина Нолана должность капитана команды перешла к аргентинцу Фабрисио Колоччини, сыгравший за клуб на тот момент 115 матчей.

### Предсезонные и товарищеские матчи
У нескольких игроков перед туром по Америке возникли проблемы с визами. Посольство США отказало Джои Бартону, Йоану Кабаю и Найлу Рейнджеру в выдаче визы, и они отправились на предсезонный сбор в Нидерланды вместе с резервной командой, вместе с ними туда отправились Сэмми Амеоби, Хиско, Уэйн Раутледж, Джеймс Перч и молодые игроки, позднее к ним присоединился Майк Уильямсон. Также Дэнни Гатри и Шейн Фергюсон, получившие травмы лодыжек в первом предсезонном матче с «Дарлингтоном», пропустили турне. А Дэнни Симпсон, проведя одну игру в Америке, улетел в Англию, чтобы присутствовать при рождении дочки. В первой игре американского турне со «Спортинг Канзас-Сити» Хатем Бен Арфа, пропустивший почти весь прошлый сезон из-за травмы, вновь получил повреждение — левой лодыжки, его унесли с поля на носилках, после он отправился на рентген в местную больницу, а спустя день Хатем отправился в Англию на полное обследование и реабилитацию от травмы. Во втором матче американского тура с «Орландо-Сити» травму паха получил Райан Тейлор. В связи со сложившейся ситуацией (в туре не приняли участие 11 игроков) в Америку был вызван молодой защитник Пол Дамметт, пребывавший в резервной команде в Нидерландах. В США Пол присоединился к двум другим игрокам резерва — Джеймсу Таверниру и Харису Вучкичу.
Во время первого предсезонного матча с «Дарлингтоном» болельщики «Ньюкасла» пели: «Если Сэмми забьёт, мы выбежим на поле», — так и случилось: Амеоби забил, а болельщики выбежали на поле и стали праздновать гол вместе с игроками команды. Из-за этого инцидента игру пришлось приостановить на 10 минут.
Турне пришлось на самый жаркий месяц в США, и игрокам приходилось играть при 40-градусной жаре.
Последних два товарищеских матча пропустил Шейк Тьоте из-за проблем с британской визой, Тьоте находился в Гане и после того, как все проблемы с визой были решены, он присоединился к составу команды и начал подготовку к первому туру чемпионата Англии.
Здесь показаны предсезонные и товарищеские встречи основной команды.
 Победа
 Ничья
 Поражение
| 15 июля 2011 | Дарлингтон | 0:2     | Ньюкасл Юнайтед                   | Дарлингтон                                                                 |
| 19:45 BST |            | (отчёт) | Джои Бартон 3′ · Сэмми Амеоби 55′ | Стадион: Дарлингтон Арена Зрителей: 9721 Судья: Колин Уэбстер (Тайн и Уир) |
| Ньюкасл Юнайтед: 21. Форстер; 12. Симпсон (34. Тавернир, 72'), 6. Уильямсон (44. Хендерсон, 84'), 27. С. Тейлор (46. Дамметт, 72'), 31. Фергюсон ( — 16. Р. Тейлор, 46'); 8. Гатри ( — 4. Кабай, 12'; 32. Дональдсон, 79'), 17. А. Смит (15. Гослинг, 60'); 7. Бартон (35. Абейд, 69'), 10. Бен Арфа (40. Ричардсон, 75'), 29. Вучкич (36. С. Амеоби, 53'); 20. Бест (30. Рейнджер, 65') · Запасные, оставшиеся в резерве: 33. Сёдерберг, 45. Ньютон · Капитан команды — Джои Бартон · Тактическая схема: 4-2-3-1 |            |         |                                   |                                                                            |

| 20 июля 2011 | Спортинг Канзас-Сити                      | 0:0     | Ньюкасл Юнайтед | Канзас-Сити, Канзас, США                                                 |
| 19:30 CDT | Роджер Эспиноса 30' · Петерсон Джозеф 77' | (отчёт) | Шейк Тьоте 37'  | Стадион: Ливестронг Спортинг Парк Зрителей: 16 131 Судья: Эдвин Юрисевич |
| Ньюкасл Юнайтед: 26. Крул; 16. Р. Тейлор, 2. Колоччини, 27. С. Тейлор, 15. Гослинг (12. Симпсон, 62'); 18. Гутьеррес, 24. Тьоте (35. Абейд, 46'), 10. Бен Арфа ( — 23. Ш. Амеоби, 33'), 22. Марво (34. Тавернир, 46'); · 11. Лёвенкранс (17. А. Смит, 46'), 19. Ба (20. Бест, 71') · Запасные, оставшиеся в резерве: 1. Харпер, 21. Форстер · Капитан команды — Фабрисио Колоччини · Тактическая схема: 4-4-2 |                                           |         |                 |                                                                          |

| 23 июля 2011 | Орландо-Сити     | 1:0     | Ньюкасл Юнайтед | Орландо, Флорида, США                                         |
| 19:30 EDT | Кевин Молино 75′ | (отчёт) |                 | Стадион: Сайтрус Боул Зрителей: 10 889 Судья: Карлос Сандовал |
| Ньюкасл Юнайтед: 21. Форстер; 16. Р. Тейлор ( — 3. Хосе Энрике, 25'), 27. С. Тейлор, 2. Колоччини, 34. Тавернир; 15. Гослинг (29. Вучкич, 70'), 17. А. Смит (23. Ш. Амеоби, 73'), 24. Тьоте, 18. Гутьеррес; · 11. Лёвенкранс (35. Абейд, 73'), 20. Бест (19. Ба, 73') · Запасные, оставшиеся в резерве: 1. Харпер, 26. Крул · Капитан команды — Фабрисио Колоччини · Тактическая схема: 4-4-2 |                  |         |                 |                                                               |

| 26 июля 2011 | Коламбус Крю      | 0:3     | Ньюкасл Юнайтед                                                             | Колумбус, Огайо, США                                                |
| 19:30 EDT | Энди Гринбаум 44' | (отчёт) | Шола Амеоби 8′ · Фабрисио Колоччини 51′ · Шейк Тьоте 55' · Харис Вучкич 90′ | Стадион: Коламбус Крю Стэдиум Зрителей: 11 224 Судья: Майкл Кеннеди |
| Ньюкасл Юнайтед: 1. Харпер; 34. Тавернир, 27. С. Тейлор, 2. Колоччини (46. Дамметт, 51'), 3. Хосе Энрике; 18. Гутьеррес (35. Абейд, 84'), 24. Тьоте (17. А. Смит, 59'), 15. Гослинг, 22. Марво (29. Вучкич, 74'); 23. Ш. Амеоби (20. Бест, 73'), 19. Ба Запасные, оставшиеся в резерве: 26. Крул, 21. Форстер Капитан команды — Фабрисио Колоччини Тактическая схема: 4-4-2 |                   |         |                                                                             |                                                                     |

| 31 июля 2011 | Лидс Юнайтед                                           | 3:2     | Ньюкасл Юнайтед                      | Лидс                                                                 |
| 14:00 BST | Патрик Киснорбо 5′ · Ллойд Сэм 66′ · Билли Пейнтер 85′ | (отчёт) | Стивен Тейлор 35′ · Харис Вучкич 77′ | Стадион: Элланд Роуд Зрителей: 20 457 Судья: Энди Хейнс (Тайн и Уир) |
| Ньюкасл Юнайтед: 21. Форстер; 12. Симпсон (46. Дамметт, 79'), 6. Уильямсон, 27. С. Тейлор, 34. Тавернир (16. Р. Тейлор, 57'); 7. Бартон, 4. Кабай, 15. Гослинг (29. Вучкич, 65'), 18. Гутьеррес (36. С. Амеоби, 65'); 23. Ш. Амеоби (20. Бест, 65'), 19. Ба Запасные, оставшиеся в резерве: 26. Крул Капитан команды — Шола Амеоби Тактическая схема: 4-4-2 |                                                        |         |                                      |                                                                      |

| 6 августа 2011 | Ньюкасл Юнайтед | 0:0 На 64-й минуте матч был отменён при счёте 0:0 из-за затопленного поля | Фиорентина | Ньюкасл-апон-Тайн                                                       |
| 15:00 BST |                 | (отчёт)                                                                   |            | Стадион: Сент-Джеймс Парк Зрителей: 12 656 Судья: Марк Халси (Ланкашир) |
| Ньюкасл Юнайтед: 26. Крул (21. Форстер, 46'); 12. Симпсон, 3. Хосе Энрике, 2. Колоччини, 27. С. Тейлор; 15. Гослинг (19. Ба, 46'), 29. Вучкич, 4. Кабай, 18. Гутьеррес (22. Марво, 46'); 20. Бест (23. Ш. Амеоби, 46'), 11. Лёвенкранс (16. Р. Тейлор, 59') Запасные, оставшиеся в резерве: 34. Тавернир, 6. Уильямсон, 30. Рейнджер, 36. С. Амеоби Капитан команды — Фабрисио Колоччини Тактическая схема: 4-4-2 |                 |                                                                           |            |                                                                         |

## Сезон

### Август (1—3 тур Премьер-лиги, 2-й раунд Кубка Лиги)
Перед первой игрой чемпионата против «Арсенала» «Ньюкасл» имел одного травмированного игрока, Хатема Бен Арфа, получившего травму лодыжки в первом матче предсезонного турне по Америке против «Спортинг Канзас-Сити», участие в матче Шейна Фергюсона и Дэнни Гатри, недавно восстановившихся от повреждений, оставалось под вопросом. В итоге оба футболиста остались вне заявки на матч. Райан Тейлор заменил на левом фланге обороны Хосе Энрике, ушедшего в «Ливерпуль», а Джои Бартон вышел на правой стороне полузащиты, несмотря на то, что он был выставлен на трансфер из-за критики в адрес трансферной политики клуба, связанной с продажей капитана «Юнайтед» Кевина Нолана. Также в стартовом составе вышли новички: Демба Ба, Йоан Кабай, а в перерыве на замену вышел Габриэль Обертан. Матч завершился нулевой ничьей, большинство игроков, включая главного тренера команды, были довольны результатом игры. Алан Пардью похвалил оборонительную линию команды, особенно отметив действия Райана Тейлора на левом фланге. По ходу матча произошли две перепалки с участием Джои Бартона: на 59-й минуте Бартон нарушил правила на Александре Сонге, в ответ камерунец намеренно наступил ему на ахиллово сухожилие, но главный и резервный судья пропустили этот эпизод, однако Футбольная ассоциация Англии рассмотрела это происшествие и приняла решение дисквалифицировать Сонга Билонга на три матча. Второй инцидент произошёл на 75-й минуте матча после того, как Жервиньо, новичок «Арсенала», проводивший свой первый официальный матч за клуб, нарочно упал в штрафной площади соперника в надежде заработать для своей команды пенальти, а Бартон, возмущённый симуляцией ивуарийца, схватил его за грудки. Затем Жервиньо ударил полузащитника «сорок» ладонью по лицу. Арбитр встречи, Питер Уолтон, удалил Жервиньо за удар и показал жёлтую карточку Джои Бартону за неспортивное поведение и Войцеху Щенсному за споры с арбитром. Впоследствии Жервиньо был дисквалифицирован на три матча, а Независимая комиссия по регулированию оштрафовала оба клуба на 30 тысяч фунтов стерлингов за «неспособность контролировать своих игроков».
| 13 августа 2011 1 тур | Ньюкасл Юнайтед                                             | 0:0     | Арсенал | Ньюкасл-апон-Тайн                                                               |
| 17:30 BST | Фабрисио Колоччини 45+1' · Шейк Тьоте 67' · Джои Бартон 76' | (отчёт) | Александр Сонг Билонг 29' · Киран Гиббс 48' · Томаш Росицкий 52' · Жервиньо 76' · Войцех Щенсный 78' · Томас Вермален 91' | Стадион: Сент-Джеймс Парк Зрителей: 46 894 Судья: Питер Уолтон (Нортгемптоншир) |
| Ньюкасл Юнайтед: 26. Крул; 5. Симпсон, 27. С. Тейлор, 2. Колоччини, 16. Р. Тейлор; 7. Бартон, 4. Кабай (11. Лёвенкранс, 81'), 24. Тьоте, 18. Гутьеррес; 23. Ш. Амеоби (20. Бест, 73'), 19. Ба (25. Обертан, 46') Запасные, оставшиеся в резерве: 21. Форстер, 6. Уильямсон, 15. Гослинг, 28. С. Амеоби Капитан команды — Фабрисио Колоччини Тактическая схема: 4-4-2 |                                                             |         | |                                                                                 |

| Статистика матча       | Статистика матча  | Статистика матча |
| ---------------------- | ----------------- | ---------------- |
| Статистика             | «Ньюкасл Юнайтед» | «Арсенал»        |
| Удары в створ ворот    | 1                 | 4                |
| Удары мимо ворот       | 5                 | 5                |
| Нарушения правил       | 9                 | 11               |
| Угловые                | 2                 | 5                |
| Положения «вне игры»   | 3                 | 1                |
| Процент владения мячом | 44 %              | 56 %             |

Вратарь «сорок» Фрейзер Форстер был отдан в аренду «Селтику» до конца сезона.
Во втором туре «Ньюкасл» обыграл на выезде принципиального соперника — «Сандерленд». На 62-й минуте защитник джорди, Райан Тейлор, забил гол со штрафного удара, отправив мяч в дальний угол ворот. Штрафной был назначен за нарушение правил Ли Каттермолом на Хонасе Гутьерресе. В первом тайме судья матча, Говард Уэбб, не назначил пенальти в ворота «чёрных котов»: после навеса в штрафную площадь с углового удара Шола Амеоби, выиграв верховую борьбу за мяч, скинул его Джои Бартону, а тот пробил головой в створ ворот, но на пути мяча встала рука Себастиана Ларссона, что вызвало массу протестов со стороны игроков «сорок», Говард Уэбб проконсультировался со своим помощником, а затем назначил лишь угловой удар. В послематчевом интервью Алан Пардью раскритиковал судейство Уэбба; после этого Футбольная ассоциация сначала обвинила Пардью в недостойном поведении, а затем предупредила относительно его будущих высказываний.
| 20 августа 2011 2 тур | Сандерленд                                             | 0:1     | Ньюкасл Юнайтед                                         | Сандерленд                                                                   |
| 12:00 BST | Уэс Браун 36' · Ли Каттермол 67' · Фил Бардсли 68' 89' | (отчёт) | Йоан Кабай 25' · Райан Тейлор 38' 62′ · Джои Бартон 68' | Стадион: Стэдиум оф Лайт Зрителей: 47 751 Судья: Говард Уэбб (Южный Йоркшир) |
| Ньюкасл Юнайтед: 26. Крул; 5. Симпсон, 27. С. Тейлор, 2. Колоччини, 16. Р. Тейлор; 24. Тьоте, 7. Бартон; 25. Обертан (15. Гослинг, 85'), 4. Кабай (6. Уильямсон, 85'), 18. Гутьеррес; 23. Ш. Амеоби Запасные, оставшиеся в резерве: 1. Харпер, 22. Марво, 11. Лёвенкранс, 20. Бест, 19. Ба Капитан команды — Фабрисио Колоччини Тактическая схема: 4-2-3-1 |                                                        |         |                                                         |                                                                              |

| Статистика матча       | Статистика матча | Статистика матча  |
| ---------------------- | ---------------- | ----------------- |
| Статистика             | «Сандерленд»     | «Ньюкасл Юнайтед» |
| Удары в створ ворот    | 5                | 10                |
| Удары мимо ворот       | 10               | 2                 |
| Нарушения правил       | 17               | 7                 |
| Угловые                | 7                | 6                 |
| Положения «вне игры»   | 0                | 2                 |
| Процент владения мячом | 49 %             | 51 %              |

Шейн Фергюсон полностью восстановился от травмы лодыжки и вернулся к полноценным тренировкам вместе с командой.
В результате жеребьёвки второго раунда Кубка Лиги 2011/12 «Ньюкасл Юнайтед» на выезде встретился с клубом первой Футбольной лиги «Сканторп Юнайтед». В этом матче «Ньюкасл» пропустил свой первый гол в официальной встрече: на 15-й минуте Крис Дагнолл поразил ворота Крула после того, как Майкл Нельсон головой сбросил мяч Дагноллу, а тот, стоя один прямо перед воротами, забил гол. Перед перерывом Майк Уильямсон в единоборстве с Энди Барчамом получил травму лодыжки и был заменён Стивеном Тейлором, впоследствии оказалось, что травма Уильямсона намного серьёзнее, чем ранее предполагалось, и на восстановление понадобится 3,5 месяца. Вплоть до 80-й минуты «Сканторп» удерживал преимущество в один мяч, но после штрафного, назначенного за толчок в спину Петера Лёвенкранса и исполненного Райаном Тейлором, счёт стал равным. В дополнительное время «сороки» продолжали атаковать и на 112-й минуте молодой нападающий Сэмми Амеоби после сольного прохода пробил с 18 метров в угол ворот, этот гол стал 200-м для клуба в Кубке Лиги. Тим Крул, совершивший несколько сейвов, был назван фанатами лучшим игроком матча.
| 25 августа 2011 2 раунд | Сканторп Юнайтед                  | 1:2 (доп. вр.) | Ньюкасл Юнайтед                                                                  | Сканторп                                                              |
| 19:45 BST | Крис Дагнолл 15′ · Эндрю Райт 86' | (отчёт)        | Йоан Кабай 45+2' · Стивен Тейлор 51' · Райан Тейлор 80′ · Сэмми Амеоби 104' 112′ | Стадион: Гланфорд Парк Зрителей: 4408 Судья: Грэм Солсбери (Ланкашир) |
| Ньюкасл Юнайтед: 26. Крул; 5. Симпсон, 16. Р. Тейлор, 2. Колоччини, 6. Уильямсон ( — 27. С. Тейлор, 45'), 22. Марво, 4. Кабай, 15. Гослинг (29. Вучкич, 70'), 11. Лёвенкранс; 19. Ба (28. С. Амеоби, 65'), 20. Бест · Запасные, оставшиеся в резерве: 33. Сёдерберг, 31. Фергюсон, 17. А. Смит, 13. Абейд · Капитан команды — Фабрисио Колоччини · Тактическая схема: 4-4-2 |                                   |                |                                                                                  |                                                                       |

| Статистика матча       | Статистика матча   | Статистика матча  |
| ---------------------- | ------------------ | ----------------- |
| Статистика             | «Сканторп Юнайтед» | «Ньюкасл Юнайтед» |
| Удары в створ ворот    | 10                 | 12                |
| Удары мимо ворот       | 7                  | 14                |
| Нарушения правил       | 20                 | 17                |
| Угловые                | 7                  | 7                 |
| Положения «вне игры»   | 2                  | 4                 |
| Процент владения мячом | 44 %               | 56 %              |

Спустя один день после победной игры со «Сканторп Юнайтед» в Кубке Лиги не принимавший в ней участия Джои Бартон расторг контракт с клубом и подписал 4-летнее соглашение с «Куинз Парк Рейнджерс» в качестве свободного агента. За день до матча с «Фулхэмом» Найл Рейнджер был арестован по подозрению в нападении на человека, но вечером того же дня он был отпущен под залог. А у Шолы Амеоби и Стивена Харпера были небольшие травмы колена.
В третьем туре в матче против «Фулхэма» «Ньюкасл» пропустил первый гол в Премьер-лиге: на 88-й минуте Клинт Демпси замкнул ударом головой навес со штрафного удара, послав мяч под перекладину. Но до этого Леон Бест дважды отправил мяч в сетку ворот Марка Шварцера. Сначала Бест после «клюющего» удара Йоана Кабая первым оказался на добивании, а затем Габриэль Обертан, получив мяч в центре поля, сместился на левый фланг и сделал перевод на правую сторону на Демба Ба, а тот, обработав мяч, пасом-прострелом отдал его Бесту, который в касание принял мяч, и, развернувшись, ударил в угол ворот. Матч завершился со счётом 2:1, тем самым «Юнайтед» набрал 7 очков из 9 возможных в первых трёх турах. Также в этом матче Харис Вучкич дебютировал в Премьер-лиге, выйдя на замену вместо Леона Беста, но дебют словенца получился не слишком радужным: сыграв на поле всего 7 минут, Харис был заменён из-за подозрения на перелом руки, впоследствии диагноз подтвердился и Харису была сделана операция. А Тим Крул мог побить 109-летний рекорд клуба, если бы сыграл в первых трёх матчах чемпионата Англии «на ноль», также Крул был признан болельщиками лучшим игроком матча, сделав несколько сейвов.
| 28 августа 2011 3 тур | Ньюкасл Юнайтед                                       | 2:1     | Фулхэм                              | Ньюкасл-апон-Тайн                                                         |
| 13:00 BST | Леон Бест 48′, 66′ · Дэнни Симсон 87' · Алан Смит 95' | (отчёт) | Стив Сидуэлл 64' · Клинт Демпси 88′ | Стадион: Сент-Джеймс Парк Зрителей: 42 684 Судья: Кевин Френд (Лестершир) |
| Ньюкасл Юнайтед: 26. Крул; 5. Симпсон, 27. С. Тейлор, 2. Колоччини, 16. Р. Тейлор; 25. Обертан, 4. Кабай, 24. Тьоте, 18. Гутьеррес; 20. Бест (29. Вучкич, 78' — ; 17. А. Смит, 85'), 11. Лёвенкранс (19. Ба, 62') · Запасные, оставшиеся в резерве: 33. Сёдерберг, 31. Фергюсон, 22. Марво, 28. С. Амеоби · Капитан команды — Фабрисио Колоччини · Тактическая схема: 4-4-2 |                                                       |         |                                     |                                                                           |

| Статистика матча       | Статистика матча  | Статистика матча |
| ---------------------- | ----------------- | ---------------- |
| Статистика             | «Ньюкасл Юнайтед» | «Фулхэм»         |
| Удары в створ ворот    | 9                 | 9                |
| Удары мимо ворот       | 4                 | 7                |
| Нарушения правил       | 19                | 8                |
| Угловые                | 6                 | 6                |
| Положения «вне игры»   | 4                 | 3                |
| Процент владения мячом | 49 %              | 51 %             |

За день до закрытия трансферного окна, то есть 30 августа, клубом были приобретены два футболиста. Ирландский вратарь Роб Эллиот из «Чарльтон Атлетик» и итальянский универсальный защитник Давиде Сантон из «Интернационале» подписали 5-летние контракты с «Ньюкасл Юнайтед».

### Сентябрь (4—6 тур Премьер-лиги, 3-й раунд Кубка Лиги)
В начале сентября 9 игроков, включая резервистов и игроков академии, были вызваны в свои национальные сборные (также юношеские и молодёжные) на матчи отборочных турниров к Евро-2012 и молодёжному Евро-2013, а также на товарищеские матчи. 19-летний полузащитник Майкл Ричардсон, отданный в месячную аренду клубу первой Футбольной лиги «Лейтон Ориент», сыграв 4 матча, из которых дважды выходил в основном составе, и забив 1 гол, вернулся обратно в Ньюкасл. Хатем Бен Арфа вернулся к тренировкам после травмы лодыжки, полученной в первой игре американского предсезонного тура. В тренировочном матче резервных команд «Ньюкасла» и «Сандерленда» впервые после травмы появился Дэнни Гатри, также в игре приняли участие Найл Рейнджер и Джеймс Перч. По ходу матча новичок команды, Мехди Абейд, после единоборства с Тайтусом Брамблом получил небольшую травму. В месячную аренду клубу «Гейтсхед» был отдан 18-летний вратарь Джек Аник. А у Найла Рейнджера снова возникли проблемы с законом: Рейнджер, ехавший на своём автомобиле Range Rover, был остановлен полицейскими по подозрению в вождении транспортного средства в нетрезвом виде, и в то время как офицеры полиции беседовали с Рейнджером, автомобиль был угнан двумя молодыми людьми, позже угонщики были арестованы, а Найл был отпущен под залог до дальнейших разбирательств.
Матч с новичком Премьер-лиги «Куинз Парк Рейнджерс», доминировавшем почти весь матч, завершился нулевой ничьей. Результат этой встречи позволил подняться «сорокам» на четвёртое место в таблице чемпионата. Этот матч стал юбилейным сразу для нескольких футболистов. Для Стивена Тейлора эта игра стала 150-й в Премьер-лиге в составе «Ньюкасл Юнайтед», а для Джои Бартона — 1-й за КПР, причём Бартон вышел на поле в роли капитана команды, также Сильвен Марво впервые сыграл в чемпионате Англии.
| 12 сентября 2011 4 тур | Куинз Парк Рейнджерс | 0:0     | Ньюкасл Юнайтед                                     | Лондон                                                              |
| 20:00 BST | Шон Дерри 36'        | (отчёт) | Шола Амеоби 5' · Шейк Тьоте 64' · Стивен Тейлор 87' | Стадион: Лофтус Роуд Зрителей: 16 211 Судья: Фил Дауд (Стаффордшир) |
| Ньюкасл Юнайтед: 26. Крул; 5. Симпсон, 27. С. Тейлор, 2. Колоччини, 16. Р. Тейлор; 25. Обертан (28. С. Амеоби, 88'), 4. Кабай, 24. Тьоте, 18. Гутьеррес; 20. Бест (22. Марво, 82'), 20. Ш. Амеоби (19. Ба, 64') Запасные, оставшиеся в резерве: 35. Эллиот, 3. Сантон, 8. Гатри, 11. Лёвенкранс Капитан команды — Фабрисио Колоччини Тактическая схема: 4-4-2 |                      |         |                                                     |                                                                     |

| Статистика матча       | Статистика матча       | Статистика матча  |
| ---------------------- | ---------------------- | ----------------- |
| Статистика             | «Куинз Парк Рейнджерс» | «Ньюкасл Юнайтед» |
| Удары в створ ворот    | 5                      | 3                 |
| Удары мимо ворот       | 9                      | 5                 |
| Нарушения правил       | 10                     | 15                |
| Угловые                | 6                      | 4                 |
| Положения «вне игры»   | 3                      | 0                 |
| Процент владения мячом | 50 %                   | 50 %              |

Во время тренировки в четверг 15 сентября Давиде Сантон получил травму правого колена. Джеймс Тавернир продлил арендное соглашение с «Карлайл Юнайтед» на 2 месяца, а Райан Дональдсон был отдан в месячную аренду клубу «Транмир Роверс», однако, выйдя в стартовом составе в первом матче за «Транмир», спустя 27 минут Дональдсон был заменён из-за травмы подколенного сухожилия, впоследствии арендное соглашение было прервано, и Райан вернулся в Ньюкасл-апон-Тайн. Также итальянский нападающий Фабио Дзамблера, не сумевший за 3,5 года закрепиться в составе первой команды, покинул её по обоюдному согласию сторон.
В выездной встрече 5-го тура Премьер-лиги «Ньюкасл Юнайтед» сыграл вничью с «Астон Виллой» со счётом 1:1, таким образом, «Юнайтед» продолжил свою 6-матчевую беспроигрышную серию в этом сезоне и 9-матчевую с учётом прошлого. Первой счёт открыла «Вилла»: на 13-й минуте после навесной передачи Барри Беннона в район 11-метровой отметки нападающий «Виллы» Габриэль Агбонлахор, выиграв борьбу за мяч с Фабрисио Колоччини, пробил Тима Крула. «Ньюкасл» отыгрался во втором тайме — Шейк Тьоте навесил в штрафную площадь, а Леон Бест, выпрыгнув выше всех, пробил головой, однако Шей Гивен отразил мяч коленками, но Бест со второго попытки отправил мяч в сетку ворот, забив свой третий мяч в сезоне.
| 17 сентября 2011 5 тур | Астон Вилла                                  | 1:1     | Ньюкасл Юнайтед   | Бирмингем                                                           |
| 15:00 BST | Габриэль Агбонлахор 13′ · Джеймс Коллинз 64' | (отчёт) | Леон Бест 57′ 58' | Стадион: Вилла Парк Зрителей: 34 248 Судья: Нил Суорбрик (Ланкашир) |
| Ньюкасл Юнайтед: 26. Крул; 5. Симпсон, 27. С. Тейлор, 2. Колоччини, 16. Р. Тейлор; 25. Обертан, 4. Кабай, 24. Тьоте, 18. Гутьеррес (28. С. Амеоби, 85'); 20. Бест (20. Ш. Амеоби, 69'), 19. Ба (22. Марво, 80') Запасные, оставшиеся в резерве: 35. Эллиот, 14. Перч, 8. Гатри, 11. Лёвенкранс Капитан команды — Фабрисио Колоччини Тактическая схема: 4-4-2 |                                              |         |                   |                                                                     |

| Статистика матча       | Статистика матча | Статистика матча  |
| ---------------------- | ---------------- | ----------------- |
| Статистика             | «Астон Вилла»    | «Ньюкасл Юнайтед» |
| Удары в створ ворот    | 2                | 13                |
| Удары мимо ворот       | 8                | 8                 |
| Нарушения правил       | 13               | 10                |
| Угловые                | 4                | 9                 |
| Положения «вне игры»   | 2                | 3                 |
| Процент владения мячом | 46 %             | 54 %              |

В третьем раунде «Юнайтед» вновь предстояло сыграть на чужом поле — с «Ноттингем Форест» из Чемпионшипа. В составе на игру было сделано 9 изменений по сравнению с прошлой игрой с «Астон Виллой»: Роб Эллиот и Мехди Абейд в первый раз вышли на поле в футболке «Ньюкасла», а Джеймс Перч, Шейн Фергюсон, Дэнни Гатри и Хатем Бен Арфа сыграли свой первый матч в этом сезоне, также резервисты Пол Дамметт и Джефф Хендерсон в первый раз появились на скамейке запасных первой команды «сорок» в официальной встрече, но на поле молодые игроки не вышли.
Матч завершился победой «Юнайтед» второй раз кряду в дополнительное время со счётом 4:3, причём «сороки» трижды выходили вперёд, но «Форест» трижды сравнивал счёт; победный гол был забит капитаном команды Фабрисио Колоччини на 122-й минуте матча после навеса Габриэля Обертана с левого фланга на дальнюю штангу ворот. До этого Петер Лёвенкранс оформил дубль: сначала он открыл счёт в матче ударом головой с навеса Сильвена Марво, а затем сделал счёт 2:1, отличившись с пенальти, назначенный за фол на Марво. Также один мяч на счету у Дэнни Симпсона, забившего мяч из-за пределов штрафной площади с правого края — выполняя навес, Симпсон послал мяч в дальний угол ворот так, что вратарь «Ноттингема», Ли Кемп, не смог выручить команду.
| 20 сентября 2011 3 раунд | Ноттингем Форест                                                             | 3:4 (доп. вр.) | Ньюкасл Юнайтед | Ноттингем                                                         |
| 19:45 BST | Уэс Морган 45+1' · Робби Финдли 46′ · Мэтт Дербишир 66′ · Маркус Тудгей 114′ | (отчёт)        | Петер Лёвенкранс 39′, 60′ (пен.) · Мехди Абейд 66' · Дэнни Симпсон 93′ · Шейн Фергюсон 108' · Фабрисио Колоччини 16' 120+2′ | Стадион: Сити Граунд Зрителей: 10 208 Судья: Ли Мейсон (Ланкашир) |
| Ньюкасл Юнайтед: 35. Эллиот; 5. Симпсон, 14. Перч, 2. Колоччини, 31. Фергюсон; 13. Абейд, 8. Гатри; 15. Гослинг (23. Ш. Амеоби, 70'), 10. Бен Арфа (28. С. Амеоби, 70'), 22. Марво; 11. Лёвенкранс (25. Обертан, 80') Запасные, оставшиеся в резерве: 26. Крул, 37. Дамметт, 38. Хендерсон, 20. Бест Капитан команды — Фабрисио Колоччини Тактическая схема: 4-2-3-1 |                                                                              |                | |                                                                   |

| Статистика матча       | Статистика матча   | Статистика матча  |
| ---------------------- | ------------------ | ----------------- |
| Статистика             | «Ноттингем Форест» | «Ньюкасл Юнайтед» |
| Удары в створ ворот    | 7                  | 9                 |
| Удары мимо ворот       | 3                  | 3                 |
| Нарушения правил       | 14                 | 13                |
| Угловые                | 8                  | 8                 |
| Положения «вне игры»   | 3                  | 6                 |
| Процент владения мячом | 47 %               | 53 %              |

Из-за небольших повреждений домашнюю игру с «Блэкберн Роверс» пропустили Шола Амеоби, Алан Смит и Стивен Харпер. После победы, одержанной экспериментальным составом над «Ноттингем Форест» в 3-м раунде Кубка Лиги, Алан Пардью выставил на игру с «Роверс» тех же игроков, что и на матч с «Астон Виллой». «Ньюкасл» победил со счётом 3:1 «Блэкберн», продлив беспроигрышную серию до 11 матчей и прервав 5-матчевую домашнюю серию из поражений от «Роверс». Все три мяча записал на свой счёт новичок команды, сенегалец Демба Ба. В первом тайме в течение 3-х минут он оформил дубль, а во втором — в третий раз поразил ворота соперника — эти мячи стали первыми для Ба за «Ньюкасл Юнайтед». Также важную роль в победе команды сыграл другой новичок — Габриэль Обертан, после матча он сказал: «Я обрёл свою форму». Примечательно, что в этой встрече игроки «Юнайтед» впервые в сезоне не получили ни одной жёлтой карточки.
| 24 сентября 2011 6 тур | Ньюкасл Юнайтед        | 3:1     | Блэкберн Роверс                                                                                        | Ньюкасл-апон-Тайн                                                                    |
| 15:00 BST | Демба Ба 27′, 30′, 54′ | (отчёт) | Дэвид Хойлетт 37′ · Мартин Ольссон 55' 69' · Джейсон Лоу 57' · Стивен Н’Зонзи 59' · Мичел Сальгадо 95' | Стадион: Сент-Джеймс Парк Зрителей: 46 236 Судья: Мартин Аткинсон (Западный Йоркшир) |
| Ньюкасл Юнайтед: 26. Крул; 5. Симпсон, 27. С. Тейлор, 2. Колоччини, 16. Р. Тейлор; 25. Обертан, 4. Кабай, 24. Тьоте, 18. Гутьеррес (22. Марво, 84'); 20. Бест, 19. Ба (10. Бен Арфа, 74') Запасные, оставшиеся в резерве: 1. Харпер, 14. Перч, 8. Гатри, 28. С. Амеоби, 11. Лёвенкранс Капитан команды — Фабрисио Колоччини Тактическая схема: 4-4-2 |                        |         | |                                                                                      |

| Статистика матча       | Статистика матча  | Статистика матча  |
| ---------------------- | ----------------- | ----------------- |
| Статистика             | «Ньюкасл Юнайтед» | «Блэкберн Роверс» |
| Удары в створ ворот    | 8                 | 1                 |
| Удары мимо ворот       | 11                | 3                 |
| Нарушения правил       | 6                 | 16                |
| Угловые                | 4                 | 2                 |
| Положения «вне игры»   | 1                 | 1                 |
| Процент владения мячом | 59 %              | 41 %              |

Новый контракт с клубом подписал Хонас Гутьеррес, заключив соглашение до 2015 года. Досрочно из аренды вернулся молодой нападающий Фил Эйри, он был отдан в 6-месячную аренду в «Хиберниан» и сыграл один матч за шотландский клуб, выйдя на замену в матче чемпионата Шотландии против «Килмарнока», однако во время тренировки Эйри получил травму паха, и спустя месяц оба клуба приняли решение прекратить аренду. После травмы колена восстановился Давиде Сантон, он отыграл все 90 минут за резервную команду «Ньюкасл Юнайтед» в победном матче против резервистов «Суонси Сити». Избранный перед началом этого сезона капитаном команды аргентинец Фабрисио Колоччини был назван футболистом года в Северо-Восточной Англии по версии футбольных журналистов этого региона. 21-летний шведский вратарь Оле Сёдерберг был отдан на месяц в аренду клубу «Дарлингтон», выступавшем в Национальной Конференции.

### Октябрь (7—10 тур Премьер-лиги, 4-й раунд Кубка Лиги)
Вне заявки на матч с «Вулверхэмптон Уондерерс» остались 4 игрока, трое из которых были травмированы: Харис Вучкич, недавно восстановившийся от перелома левой руки, Шола Амеоби (травма плеча), Алан Смит (травма подколенного сухожилия) и Майк Уильямсон (травма лодыжки).
В 7-м туре «Ньюкасл Юнайтед» одержал победу со счётом 2:1 над «Вулверхэмптоном», выиграв на стадионе «Молинью» впервые с апреля 1990 года. Первый гол во встрече забил Демба Ба на 17-й минуте, замкнув головой навес на ближнюю штангу Йоана Кабая с углового удара, тем самым Ба забил свой 4-й мяч в сезоне. Второй мяч на счёту у Хонаса Гутьерреса, несколько дней назад подписавшего новый 4-летний контракт с клубом; Гутьеррес, получив мяч на левом фланге, обыграл троих соперников и, войдя в штрафную площадь низом пробил в дальний угол ворот. В конце первого тайма арбитр встречи, Марк Халси, совершил ошибку, не назначив пенальти в ворота «Ньюкасла», — защитник «сорок» Стивен Тейлор в штрафной площади нарушил правила на игроке «Вулвз», Джейми О’Харе, но судья определил, что фол был вне штрафной площадки, и назначил лишь штрафной удар. Также на 91-й минуте матча «Вулверхэмптон» сравнял счёт, но гол был отменён из-за того, что при передаче мяч покинул пределы поля. Вратарь «Ньюкасла» Тим Крул, пропустивший за 7 матчей в Премьер-лиге 4 мяча, сделал в этом матче по крайней мере четыре выдающихся сейвов и был признан лучшим игроков матча.
| 1 октября 2011 7 тур | Вулверхэмптон Уондерерс             | 1:2     | Ньюкасл Юнайтед                                       | Вулвергемптон                                                  |
| 15:00 BST | Карл Хенри 39' · Стивен Флетчер 88′ | (отчёт) | Демба Ба 17′ · Хонас Гутьеррес 38′ 53' · Тим Крул 92' | Стадион: Молинью Зрителей: 26 561 Судья: Марк Халси (Ланкашир) |
| Ньюкасл Юнайтед: 26. Крул; 5. Симпсон, 27. С. Тейлор, 2. Колоччини, 16. Р. Тейлор; 25. Обертан (22. Марво, 92'), 4. Кабай (8. Гатри, 89'), 24. Тьоте, 18. Гутьеррес; 20. Бест, 19. Ба (11. Лёвенкранс, 71') Запасные, оставшиеся в резерве: 35. Эллиот, 3. Сантон, 28. С. Амеоби, 10. Бен Арфа Капитан команды — Фабрисио Колоччини Тактическая схема: 4-4-2 |                                     |         |                                                       |                                                                |

| Статистика матча       | Статистика матча | Статистика матча  |
| ---------------------- | ---------------- | ----------------- |
| Статистика             | «Вулверхэмптон»  | «Ньюкасл Юнайтед» |
| Удары в створ ворот    | 12               | 6                 |
| Удары мимо ворот       | 13               | 4                 |
| Нарушения правил       | 7                | 10                |
| Угловые                | 10               | 5                 |
| Положения «вне игры»   | 3                | 8                 |
| Процент владения мячом | 55 %             | 45 %              |

Затем в Премьер-лиге наступила 2-недельная пауза в связи с международными играми сборных. Из футболистов «Ньюкасла», включая игроков академии и резерва, в свои сборные были вызваны 13 игроков на матчи отборочных турниров к чемпионату мира 2014, Евро-2012, Кубку африканских наций 2012, молодёжному Евро-2013 и юниорскому Евро-2012. В месячную аренду клубу «Гейтсхед» был отдан 19-летний защитник Джефф Хендерсон, а вратарь Джек Аник, также выступающий на правах аренды за «Гейтсхед», продлил арендное соглашение с этим клубом на 2 недели. Защитник Пол Дамметт, получивший первый вызов в основную команду на матч Кубка Лиги против «Ноттингем Фореста», разорвал связки голеностопного сустава в товарищеской игре между резервистами «Ньюкасла» и «Йорк Сити», выбыв до января 2012 года. Ветеран «сорок», Питер Бирдсли, занимавший пост главного тренера резервной команды «Ньюкасл Юнайтед», перешёл на новую должность — тренера по развитию молодёжи, а Вилли Доначи, работавший тренером по развитию технических навыков, занял освободившееся место главного тренера резервистов.
По ходу матча с «Тоттенхэм Хотспур» «Ньюкасл» дважды отыгрывался. Сначала «сороки» пропустили мяч с пенальти, назначенный за нарушение правил Стивеном Тейлором на Эммануэле Адебайоре в конце первого тайма и реализованный Рафаэлем ван дер Вартом; на этот гол «Ньюкасл» ответил забитым мячом Демба Ба, ногой замкнувшего навес на дальнюю штангу Хонаса Гутьерреса. Затем после удара низом в угол ворот Джермейна Дефо из-под Райана Тейлора на 68-й минуте счёт стал 2:1 в пользу лондонцев, но на 86-й минуте вышедший на замену Шола Амеоби после паса Райана Тейлора точно пробил, послав мяч впритирку со штангой. Лучшим игроков матча по версии Barclays стал полузащитник «чёрно-белых» — Шейк Тьоте. Таким образом «Ньюкасл» стал одной из 3-х команд наряду с двумя коллективами из Манчестера, не потерпевших ни одного поражения в чемпионате и пропустивших наименьшее количество мячей — 6. В этой игре за первую команду дебютировал итальянец Давиде Сантон, выйдя на замену вместо Дэнни Симпсона на 77-й минуте, также этот матч стал для 20-летнего защитника первым в Премьер-лиге.
| 16 октября 2011 8 тур | Ньюкасл Юнайтед                                 | 2:2     | Тоттенхэм Хотспур                                                                       | Ньюкасл-апон-Тайн                                                      |
| 16:00 BST | Демба Ба 48′ · Шейк Тьоте 79' · Шола Амеоби 86′ | (отчёт) | Рафаэл ван дер Варт 40′ (пен.) · Джермейн Дефо 68′ · Скотт Паркер 75' · Лука Модрич 92' | Стадион: Сент-Джеймс Парк Зрителей: 46 420 Судья: Ли Проберт (Уилтшир) |
| Ньюкасл Юнайтед: 26. Крул; 5. Симпсон (3. Сантон, 77'), 27. С. Тейлор, 2. Колоччини, 16. Р. Тейлор; 25. Обертан, 4. Кабай, 24. Тьоте, 18. Гутьеррес; 20. Бест (23. Ш. Амеоби, 71'), 19. Ба (10. Бен Арфа, 71') Запасные, оставшиеся в резерве: 35. Эллиот, 15. Гослинг, 22. Марво, 11. Лёвенкранс Капитан команды — Фабрисио Колоччини Тактическая схема: 4-4-2 |                                                 |         |                                                                                         |                                                                        |

| Статистика матча       | Статистика матча  | Статистика матча    |
| ---------------------- | ----------------- | ------------------- |
| Статистика             | «Ньюкасл Юнайтед» | «Тоттенхэм Хотспур» |
| Удары в створ ворот    | 7                 | 8                   |
| Удары мимо ворот       | 5                 | 3                   |
| Нарушения правил       | 11                | 15                  |
| Угловые                | 5                 | 2                   |
| Положения «вне игры»   | 4                 | 3                   |
| Процент владения мячом | 56 %              | 44 %                |

Продливший в начале октября арендное соглашение с «Гейтсхедом» 18-летний вратарь Джек Аник вновь продлил аренду — до 31 декабря 2011 года. Нападающий Найл Рейнджер спустя месяц после инцидента, связанного с ездой в нетрезвом виде, был обвинён по этому правонарушению и пристал перед магистратским судом Ньюкасла в ноябре 2011 года.
В 9-м туре «Ньюкасл Юнайтед» обыграл на своём поле «Уиган Атлетик» со счётом 1:0. Единственный гол на 81-й минуте забил Йоан Кабай, открыв счёт своим голам за «сорок». Мяч был забит после того, как Райан Тейлор, получив мяч от Шейка Тьоте, навесил с левого фланга в штрафную площадь «Уигана», а Сильвен Марво, приняв мяч грудью, откатил его под удар Кабаю, а тот в одно касание пробил в верхний угол ворот соперника. Таким образом команда продлила свою беспроигрышную серию до 12 матчей в Премьер-лиге, включая три последних встречи прошлого сезона, всего серия «Ньюкасла» насчитывает 14 игр без поражений. Также «сороки», в четвёртый раз отыграв «на ноль» в этом сезоне, пропустили всего 6 мячей в девяти матчах, став наименее пропускающей командой в Премьер-лиге.
По ходу матча с «Уиганом» ряд игроков «Юнайтед» получили травмы: Шола Амеоби, выйдя на замену на 68-й минуте, спустя три минуты потянул подколенное сухожилие и не смог принять участие в трёх ближайших играх, Шейк Тьоте получил травму правого колена и выбыл из строя на 1,5 месяца. А Стивен Тейлор сломал нос в одном из столкновений с соперником, из-за этого Тейлор не играл против «Блэкберна» в Кубке Лиги, но в следующем матче против «Стока» в Премьер-лиге Стивен появился в стартовом составе с первых минут, выйдя в защитной фиксирующей маске для носа. Несмотря на травмы, все трое игрока доиграли матч до конца.
| 22 октября 2011 9 тур | Ньюкасл Юнайтед                                        | 1:0     | Уиган Атлетик                        | Ньюкасл-апон-Тайн                                                         |
| 15:00 BST | Йоан Кабай 22' 81′ · Леон Бест 44' · Дэнни Симпсон 62' | (отчёт) | Дэвид Джонс 25' · Мейнор Фигероа 94' | Стадион: Сент-Джеймс Парк Зрителей: 48 321 Судья: Нил Суорбрик (Ланкашир) |
| Ньюкасл Юнайтед: 26. Крул; 5. Симпсон, 27. С. Тейлор, 2. Колоччини, 16. Р. Тейлор; 25. Обертан (22. Марво, 76'), 4. Кабай, 24. Тьоте, 18. Гутьеррес; 20. Бест (10. Бен Арфа, 46'), 19. Ба (23. Ш. Амеоби, 68') Запасные, оставшиеся в резерве: 1. Харпер, 3. Сантон, 14. Перч, 17. Смит Капитан команды — Фабрисио Колоччини Тактическая схема: 4-4-2 |                                                        |         |                                      |                                                                           |

| Статистика матча       | Статистика матча  | Статистика матча |
| ---------------------- | ----------------- | ---------------- |
| Статистика             | «Ньюкасл Юнайтед» | «Уиган Атлетик»  |
| Удары в створ ворот    | 10                | 5                |
| Удары мимо ворот       | 3                 | 7                |
| Нарушения правил       | 7                 | 22               |
| Угловые                | 7                 | 3                |
| Положения «вне игры»   | 1                 | 3                |
| Процент владения мячом | 55 %              | 45 %             |

По результатам жребия 4-го раунда «Ньюкасл» встретился с «Блэкберн Роверс», и вновь матч прошёл на выезде, примечательно, что жеребьёвка прошла 24 сентября — в день игры «сорок» в Премьер-лиге с «Блэкберном».
Проиграв «Роверс» со счётом 4:3, «Ньюкасл Юнайтед» потерпел первое поражение в сезоне, прервав свою 14-матчевую серию без поражений. Проигрывая 2:0 после 93-х минут игрового времени, «сороки» в добавленное время забили два мяча с дальней дистанции, переведя игру в дополнительное время. Для Дэнни Гатри, забившего первый гол, это мяч стал дебютным в этом сезоне. Но в овертайме «Ньюкасл», отыгравшись во второй раз (3:3), всё же упустил победу, пропустив гол на последней минуте матча. После матча главный тренер «сорок», Алан Пардью, остался недоволен решениями главного арбитра встречи, Роберта Медли. По мнению Пардью, гол, забитый Гаэлем Живе на последних секундах игры, был ошибочно засчитан, так как Живе находился в положении «вне игры» (в офсайде).
| 26 октября 2011 4 раунд | Блэкберн Роверс | 4:3 (доп. вр.) | Ньюкасл Юнайтед | Блэкберн                                                                   |
| 20:00 BST | Рубен Рочина 5′ · Якубу Айегбени 64′ (пен.) · Дэвид Хойлетт 84' · Мортен Гамст Педерсен 99′ · Мартин Ольссон 114' · Гаэль Живе 120′ | (отчёт)        | Фабрисио Колоччини 42' · Тим Крул 63' · Дэнни Гатри 90+3′ 108' · Йоан Кабай 90+6′ · Петер Лёвенкранс 105+3′ (пен.) | Стадион: Ивуд Парк Зрителей: 10 682 Судья: Роберт Медли (Западный Йоркшир) |
| Ньюкасл Юнайтед: 26. Крул; 5. Симпсон (28. С. Амеоби, 70'), 3. Сантон, 14. Перч, 2. Колоччини; 22. Марво (25. Обертан, 77'), 8. Гатри, 4. Кабай, 18. Гутьеррес; 10. Бен Арфа (11. Лёвенкранс, 79'); 19. Ба Запасные, оставшиеся в резерве: 35. Эллиот, 13. Абейд, 15. Гослинг, 29. Вучкич, 30. Рейнджер Капитан команды — Фабрисио Колоччини Тактическая схема: 4-4-1-1 | |                | |                                                                            |

| Статистика матча       | Статистика матча  | Статистика матча  |
| ---------------------- | ----------------- | ----------------- |
| Статистика             | «Блэкберн Роверс» | «Ньюкасл Юнайтед» |
| Удары в створ ворот    | 11                | 4                 |
| Удары мимо ворот       | 7                 | 8                 |
| Нарушения правил       | 17                | 17                |
| Угловые                | 4                 | 5                 |
| Положения «вне игры»   | 5                 | 3                 |
| Процент владения мячом | 30 %              | 70 %              |

Не сыгравший в этом сезоне ни одного матча 36-летний вратарь Стивен Харпер был отдан в аренду на месяц клубу «Брайтон энд Хоув Альбион». А шведский голкипер Оле Сёдерберг, проведший месяц в аренде у «Дарлингтона», вернулся обратно в Ньюкасл, сыграв в аренде 6 матчей, в которых пропустил 9 мячей, в двух матчах Сёдерберг отстоял «на ноль». У Найла Рейнджера в третий раз за последние три месяца возникли проблемы с законом; Рейнджер был арестован по подозрению в нарушении общественного порядка в ночное время и распитии спиртных напитков, ему было предъявлено обвинение по этим правонарушениям, позже Рейнджер был отпущен под залог.
По сравнению с прошлым составом на матч чемпионата против «Уигана» было сделано одно изменение: вместо травмированного Шейка Тьоте вышел Дэнни Гатри. Выйдя на замену на 78-й минуте, Джеймс Перч дебютировал в этом сезоне в Премьер-лиге и спустя несколько секунд после выхода на замену получил первую жёлтую карточку в сезоне. «Ньюкасл Юнайтед» обыграл «Сток Сити» на выезде со счётом 3:1, все три гола на свой счёт записал Демба Ба, сделав второй хет-трик в этом сезоне. Сначала Ба замкнул головой навес Габриэля Обертана с правого фланга, затем Демба Ба уже ногой замкнул полупередачу-полуудар от Леона Беста, а третий гол был забит с пенальти, назначенного за толчок Беста в спину. Примечательно, что шестью минутами ранее судья, Майк Дин, назначил пенальти в ворота «Ньюкасла» за аналогичное нарушение правил на Питере Крауче, причём фол совершил Демба Ба. Благодаря этой победе «Ньюкасл» поднялся на 3-е место и нанёс первое домашнее поражение «Стоку» в чемпионате.
| 31 октября 2011 10 тур | Сток Сити                   | 1:3     | Ньюкасл Юнайтед                                 | Сток-он-Трент                                               |
| 20:00 GMT | Джонатан Уолтерс 75′ (пен.) | (отчёт) | Демба Ба 12′, 40′, 81′ (пен.) · Джеймс Перч 78' | Стадион: Британия Зрителей: 26 564 Судья: Майк Дин (Уиррал) |
| Ньюкасл Юнайтед: 26. Крул; 5. Симпсон, 27. С. Тейлор, 2. Колоччини, 16. Р. Тейлор; 25. Обертан, 8. Гатри (15. Гослинг, 91'), 4. Кабай (14. Перч, 78'), 18. Гутьеррес; 20. Бест (28. С. Амеоби, 86'), 19. Ба Запасные, оставшиеся в резерве: 35. Эллиот, 3. Сантон, 22. Марво, 10. Бен Арфа Капитан команды — Фабрисио Колоччини Тактическая схема: 4-4-2 |                             |         |                                                 |                                                             |

| Статистика матча       | Статистика матча | Статистика матча  |
| ---------------------- | ---------------- | ----------------- |
| Статистика             | «Сток Сити»      | «Ньюкасл Юнайтед» |
| Удары в створ ворот    | 4                | 2                 |
| Удары мимо ворот       | 6                | 4                 |
| Нарушения правил       | 8                | 14                |
| Угловые                | 8                | 2                 |
| Положения «вне игры»   | 2                | 2                 |
| Процент владения мячом | 51 %             | 49 %              |

### Ноябрь (11—13 тур)
Оле Сёдерберг во второй раз за сезон был отдан в аренду, на этот раз в клуб Первой Футбольной лиги «Честерфилд». Из-за инфекции на пальце ноги на 3 недели выбыл Габриэль Обертан.
В первом ноябрьском матче «Ньюкасл Юнайтед» одержал победу над «Эвертоном» со счётом 2:1. Все три гола были забиты в первом тайме; сначала Дэнни Симпсон сделал кросс с правого фланга, а Джон Хейтинга, защитник «Эвертона», переправил мяч в собственные ворота. Второй мяч забил Райан Тейлор, который получил мяч на левом фланге после того, как защитник «ирисок» вынес «снаряд» головой из штрафной площади. Тейлор пробил по мячу, послав его по дуге в дальнюю девятку, впоследствии этот гол был назван «голом месяца» в ноябре, а Райану Тейлору была вручена специальная награда. Третий мяч был забит в добавленное время к первому тайму Джеком Родуэллом после розыгрыша углового. Второй тайм прошёл под преимуществом «Эвертона», но «сороки» удержали победный счёт, тем самым продлив свою беспроигрышную серию в Премьер-лиге до 11 игр и до 14 с учётом прошлого сезона, повторив старт сезонов 1950/51 и 1994/95 годов, в которых «чёрно-белые» также не проигрывали в первых 11 матчах чемпионата. Выиграв этот матч, «Ньюкасл» на два часа поднялся на 2-е место в таблице впервые с января 2003 года. По ходу матча трое игроков получили травмы и были вынуждены попросить замену; Йоан Кабай и Сильвен Марво получили травмы паха, а Леон Бест повредил палец на ноге и также чувствовал боль в районе паха.
| 5 ноября 2011 11 тур | Ньюкасл Юнайтед                                                   | 2:1     | Эвертон                                                                        | Ньюкасл-апон-Тайн                                                                |
| 12:45 GMT | Джон Хейтинга 12′ (авт.) · Райан Тейлор 29′ 82' · Дэнни Гатри 79' | (отчёт) | Джек Родуэлл 45+2′ · Джон Хейтинга 51' · Лейтон Бейнс 65' · Ройстон Дренте 83' | Стадион: Сент-Джеймс Парк Зрителей: 50 671 Судья: Андре Марринер (Уэст-Мидлендс) |
| Ньюкасл Юнайтед: 26. Крул; 5. Симпсон, 27. С. Тейлор, 2. Колоччини, 16. Р. Тейлор; 22. Марво ( — 28. С. Амеоби, 54'), 4. Кабай ( — 15. Гослинг, 37'), 8. Гатри, 18. Гутьеррес; 20. Бест ( — 10. Бен Арфа, 73'), 19. Ба · Запасные, оставшиеся в резерве: 35. Эллиот, 3. Сантон, 14. Перч, 11. Лёвенкранс · Капитан команды — Фабрисио Колоччини · Тактическая схема: 4-4-2 |                                                                   |         |                                                                                |                                                                                  |

| Статистика матча       | Статистика матча  | Статистика матча |
| ---------------------- | ----------------- | ---------------- |
| Статистика             | «Ньюкасл Юнайтед» | «Эвертон»        |
| Удары в створ ворот    | 6                 | 6                |
| Удары мимо ворот       | 4                 | 8                |
| Нарушения правил       | 12                | 15               |
| Угловые                | 5                 | 3                |
| Положения «вне игры»   | 2                 | 4                |
| Процент владения мячом | 45 %              | 55 %             |

Затем наступила очередная 2-недельная пауза в связи с играми национальных сборных. В свои сборные (также молодёжные, юношеские и юниорские) были вызваны 10 игроков «Ньюкасла». На освободившийся в июле этого года пост тренера академии «Ньюкасла» после ухода Френки Банна был назначен Дейв Уотсон. Джефф Хендерсон, находящийся в аренде в «Гейтсхеде», продлил арендное соглашение с этим клубом до 7 декабря. Джеймс Тавернир вернулся из «Карлайл Юнайтед», за который выступал на правах аренды, сыграв в общей сложности 17 игр. А Сэмми Амеоби подписал контракт с клубом до июня 2015 года.
Перед матчем с «Манчестер Сити» Йоан Кабай, получивший травму паха в матче против «Эвертона», восстановился от повреждения, а Леон Бест, повредивший палец на ноге, а также почувствовавший боль в районе паха, не смог принять участие в двух матчах против манчестерских команд. В то же время Шола Амеоби восстановился от травмы подколенного сухожилия, полученной во встрече против «Уигана», и появился на скамейке запасных. А Сильвен Марво улетел в США на операцию на правом бедре и паху.
В матче с лидером чемпионата, «Манчестер Сити», «Ньюкасл Юнайтед» потерпел первое поражение в Премьер-лиге. В последние 5 минут первого тайма «сороки» пропустили два гола, первый — с пенальти, назначенного после того, как мяч попал в руку Райана Тейлора после удара Яя Туре, второй мяч был пропущен также из-за ошибки Райана Тейлора, упустившего мяч из виду в штрафной площади. Во втором тайме был назначен второй пенальти в ворота «Ньюкасла» за нарушение правил Хатемом Бен Арфа на Майке Ричардсе. В конце матча Дэн Гослинг отквитал один мяч после того, как Джеймс Перч «разрезающим» пасом вывел Демба Ба один на один с вратарём, а Ба, неудачно протолкнув мяч вперёд, дал возможность Гослингу добить мяч в пустые ворота. Этот матч стал 200-м для Стивена Тейлора в футболке «Ньюкасла», также для Сэмми Амеоби этот матч стал первым в карьере, в котором он вышел с первых минут на поле.
| 19 ноября 2011 12 тур | Манчестер Сити                                                            | 3:1     | Ньюкасл Юнайтед | Манчестер                                                    |
| 15:00 GMT | Марио Балотелли 41′ (пен.) · Майка Ричардс 44′ · Серхио Агуэро 72′ (пен.) | (отчёт) | Дэн Гослинг 89′ | Стадион: Этихад Зрителей: 47 408 Судья: Крис Фой (Мерсисайд) |
| Ньюкасл Юнайтед: 26. Крул; 5. Симпсон, 27. С. Тейлор, 2. Колоччини, 16. Р. Тейлор; 28. С. Амеоби (15. Гослинг, 79'), 4. Кабай (14. Перч, 85'), 8. Гатри, 18. Гутьеррес; 10. Бен Арфа (11. Лёвенкранс, 76'); 19. Ба Запасные, оставшиеся в резерве: 35. Эллиот, 3. Сантон, 17. Смит, 23. Ш. Амеоби Капитан команды — Фабрисио Колоччини Тактическая схема: 4-4-1-1 |                                                                           |         |                 |                                                              |

| Статистика матча       | Статистика матча | Статистика матча  |
| ---------------------- | ---------------- | ----------------- |
| Статистика             | «Манчестер Сити» | «Ньюкасл Юнайтед» |
| Удары в створ ворот    | 9                | 7                 |
| Удары мимо ворот       | 3                | 3                 |
| Нарушения правил       | 11               | 7                 |
| Угловые                | 4                | 5                 |
| Положения «вне игры»   | 5                | 1                 |
| Процент владения мячом | 64 %             | 36 %              |

20-летний нападающий Найл Рейнджер был отдан в аренду клубу «Барнсли» из Чемпионшипа. Вратарь «сорок», Стивен Харпер, вернулся из аренды из «Брайтона», за который провёл 5 матчей, пропустив 5 мячей и дважды отстояв «на ноль». А Казенга Луа-Луа, отданный перед началом сезона в аренду в тот же «Брайтон», подписал с этим клубом постоянный контракт на 3,5 года. Также Джеймс Тавернир во второй раз в сезоне был отдан в аренду, на этот раз — в «Шеффилд Уэнсдей» до 9 января 2012 года.
Перенёсший операцию на правом бедре и паху Сильвен Марво выбыл из строя приблизительно на 5 месяцев. В стартовом составе на матч против «Манчестер Юнайтед» по сравнению с прошлой игрой с «Сити» было сделано одно изменение: вместо Сэмми Амеоби на правом фланге полузащиты вышел Габриэль Обертан, пропустивший два прошедших матча из-за инфекции на ноге. Матч завершился вничью — 1:1; оба гола были забиты во втором тайме. Первыми счёт открыли хозяева поля после того, как Уэйн Руни, выполнив штрафной удар, попал в стенку, мяч отскочил обратно к Руни, а тот в одно касание слёту пробил по мячу, Стивен Тейлор отбил мяч, но прямо в Хавьера Эрнандеса, от которого мяч закатился в ворота. Спустя 15 минут «Ньюкасл» отыгрался — Демба реализовал пенальти и забил свой девятый гол за «сорок». Пенальти был назначен за подкат Рио Фердинандом под Хатема Бен Арфа, но сначала главный арбитр встречи, Майк Джонс, указал на угловой, но после консультации со своим помощником, Джоном Флинном, указал на 11-метровую отметку. Также на 78-й минуте Хонасу Гутьерресу была показана вторая жёлтая карточка, и он был удалён с поля. В самом конце матча, на 94-й минуте, Эрнандес забил второй гол в ворота «Ньюкасла», но гол был отменён из-за офсайда. Ничейный результат устоял благодаря вратарю Тиму Крулу, который был признан болельщиками лучшим игроком матча.
| 26 ноября 2011 13 тур | Манчестер Юнайтед               | 1:1     | Ньюкасл Юнайтед                                                                                       | Манчестер                                                                                                 |
| 15:00 GMT | Хавьер Эрнандес 49′ · Фабио 54' | (отчёт) | Хатем Бен Арфа 27' · Йоан Кабай 52' · Демба Ба 64′ (пен.) · Хонас Гутьеррес 65' 78' · Дэнни Гатри 67' | Стадион: Олд Траффорд Зрителей: 75 594 Судья: Майк Джонс (Чешир) первоначально должен был судить Фил Дауд |
| Ньюкасл Юнайтед: 26. Крул; 5. Симпсон, 27. С. Тейлор, 2. Колоччини, 16. Р. Тейлор; 25. Обертан (28. С. Амеоби, 65'), 4. Кабай, 8. Гатри (14. Перч, 74'), 18. Гутьеррес; 10. Бен Арфа (11. Лёвенкранс, 80'); 19. Ба Запасные, оставшиеся в резерве: 35. Эллиот, 3. Сантон, 15. Гослинг, 23. Ш. Амеоби Капитан команды — Фабрисио Колоччини Тактическая схема: 4-4-1-1 |                                 |         | | |

| Статистика матча       | Статистика матча    | Статистика матча  |
| ---------------------- | ------------------- | ----------------- |
| Статистика             | «Манчестер Юнайтед» | «Ньюкасл Юнайтед» |
| Удары в створ ворот    | 13                  | 6                 |
| Удары мимо ворот       | 10                  | 2                 |
| Нарушения правил       | 12                  | 15                |
| Угловые                | 11                  | 3                 |
| Положения «вне игры»   | 4                   | 2                 |
| Процент владения мячом | 53 %                | 47 %              |

### Декабрь (14—19 тур)
В первом «зимнем» матче «Ньюкасл» потерпел второе поражение в чемпионате, уступив на своём поле «Челси» со счётом 3:0. На позицию левого полузащитника вышел Петер Лёвенкранс, заменивший дисквалифицированного на один матч Хонаса Гутьерреса. Примечательно, что первый гол в ворота «сорок» был забит спустя 10 минут после травмы и последующей замены центрального защитника и капитана команды — Фабрисио Колоччини, а второй и третий голы были пропущены в меньшинстве — из-за травмы поле покинул второй центральный защитник — Стивен Тейлор, а так как все замены были использованы, то последние минуты матча «сорокам» пришлось доигрывать в меньшинстве. Также на 4-й минуте матча арбитр встречи, Майк Дин, не показал красную карточку Давиду Луису за фол последней надежды, а на 14-й минуте Дин назначил пенальти в ворота «Ньюкасла» за фол Йоана Кабая на Дэниеле Старридже, но Тим Крул отразил удар Лэмпарда с точки. В этом матче Крул сделал несколько блестящих сейвов и вновь был признан болельщиками лучшим игроком матча.
| 3 декабря 2011 14 тур | Ньюкасл Юнайтед                                            | 0:3     | Челси | Ньюкасл-апон-Тайн                                                   |
| 12:45 GMT | Стивен Тейлор — 89' · Дэнни Симпсон 89' · Райан Тейлор 93' | (отчёт) | Давид Луис 4' · Фрэнк Лэмпард 14' (пен.) · Дидье Дрогба 38′ · Саломон Калу 89′ · Дэниел Старридж 85' 92′ · Джон Терри 94' | Стадион: Сент-Джеймс Парк Зрителей: 52 305 Судья: Майк Дин (Уиррал) |
| Ньюкасл Юнайтед: 26. Крул; 5. Симпсон, 27. С. Тейлор 89', 2. Колоччини ( — 14. Перч, 27'), 16. Р. Тейлор; 25. Обертан, 4. Кабай, 8. Гатри, 11. Лёвенкранс (28. С. Амеоби, 71'); 10. Бен Арфа (23. Ш. Амеоби, 46'); 19. Ба · Запасные, оставшиеся в резерве: 1. Харпер, 3. Сантон, 15. Гослинг, 20. Бест · Капитан команды — Фабрисио Колоччини, затем Стивен Тейлор · Тактическая схема: 4-4-1-1 |                                                            |         | |                                                                     |

| Статистика матча       | Статистика матча  | Статистика матча |
| ---------------------- | ----------------- | ---------------- |
| Статистика             | «Ньюкасл Юнайтед» | «Челси»          |
| Удары в створ ворот    | 9                 | 13               |
| Удары мимо ворот       | 7                 | 8                |
| Нарушения правил       | 7                 | 6                |
| Угловые                | 6                 | 5                |
| Положения «вне игры»   | 2                 | 2                |
| Процент владения мячом | 49 %              | 51 %             |

После матча с «Челси» стало известно, что Стивен Тейлор выбыл до конца сезона из-за травмы, связанной с разрывом ахилла, а Дэнни Гатри — на 4—6 недель из-за травмы паха. Также Фабрисио Колоччини испытывал проблемы с бедром и пропустил матч с «Норвич Сити». Из аренды из клуба «Гейтсхед» вернулся защитник Джефф Хендерон, в общей сложности он провёл 8 игр в аренде, в двух из которых выходил на замену, также Хендерсон забил один гол: в своём дебютном матче — против «Эббсфлит Юнайтед» — и получил одну жёлтую карточку.
На матч с «Норвич Сити» Алан Пардью в связи с травмами двух основных центральных защитников выставил экспериментальный состав защиты. Игравший на левом фланге весь текущий сезон Райан Тейлор переместился направо, Джеймс Перч и Дэнни Симпсон играли в центре защиты, а Давиде Сантон расположился на правом фланге. С капитанской повязкой вышел Хонас Гутьеррес, отбывший одноматчевую дисквалификацию. Матч завершился победой «Норвича» со счётом 4:2, примечательно, что 3 гола хозяев поля были забиты головой из центра штрафной площади. Оба гола «сорок» на свой счёт записал Демба Ба. На 66-й минуте Дэну Гослингу была показана прямая красная карточка, таким образом Гослингу пришлось пропустить три ближайших игры в чемпионате.
| 10 декабря 2011 15 тур | Норвич Сити                                                                                        | 4:2     | Ньюкасл Юнайтед                                             | Норидж                                                                          |
| 15:00 GMT | Эндрю Крофтс 15' · Дэвид Фокс 34' · Уэсли Хулахан 39′ 55' · Грант Холт 59′, 82′ · Стив Морисон 63′ | (отчёт) | Шола Амеоби 40' · Демба Ба 45+1′, 71′ · Дэн Гослинг 57' 66' | Стадион: Карроу Роуд Зрителей: 26 816 Судья: Мартин Аткинсон (Западный Йоркшир) |
| Ньюкасл Юнайтед: 26. Крул; 16. Р. Тейлор, 14. Перч, 5. Симпсон, 3. Сантон (31. Фергюсон, 93'); 25. Обертан (28. С. Амеоби, 80'), 15. Гослинг, 4. Кабай, 18. Гутьеррес; 23. Ш. Амеоби (17. Смит, 91'), 19. Ба Запасные, оставшиеся в резерве: 35. Эллиот, 10. Бен Арфа, 11. Лёвенкранс, 20. Бест Капитан команды — Хонас Гутьеррес Тактическая схема: 4-4-2 | |         |                                                             |                                                                                 |

| Статистика матча       | Статистика матча | Статистика матча  |
| ---------------------- | ---------------- | ----------------- |
| Статистика             | «Норвич Сити»    | «Ньюкасл Юнайтед» |
| Удары в створ ворот    | 11               | 8                 |
| Удары мимо ворот       | 2                | 3                 |
| Нарушения правил       | 9                | 8                 |
| Угловые                | 7                | 2                 |
| Положения «вне игры»   | 1                | 0                 |
| Процент владения мячом | 49 %             | 51 %              |

Из месячной аренды из клуба «Честерфилд» вернулся вратарь Оле Сёдерберг; в аренде он провёл 4 матча, в которых пропустил 13 мячей.
Незадолго до игры со «Суонси Сити» небольшое повреждение лодыжки получил Райан Тейлор, зато от травм восстановились Шейк Тьоте и Фабрисио Колоччини. Встреча завершилась вничью — 0:0. Таким образом, «Ньюкасл» не смог выиграть у всех трёх новичков Премьер-лиги: матч с «Куинз Парк Рейнджерс» также был сыгран в ничью, а игра с «Норвич Сити» и вовсе завершилась поражением «сорок». На 62-й минуте Йоану Кабаю была показана 5-я жёлтая карточка в сезоне, и он был вынужден пропустить встречу с «Вест Бромвичем».
| 17 декабря 2011 16 тур | Ньюкасл Юнайтед | 0:0     | Суонси Сити      | Ньюкасл-апон-Тайн                                                      |
| 15:00 GMT | Йоан Кабай 62'  | (отчёт) | Эшли Ричардс 84' | Стадион: Сент-Джеймс Парк Зрителей: 51 767 Судья: Ли Мейсон (Ланкашир) |
| Ньюкасл Юнайтед: 26. Крул; 5. Симпсон, 14. Перч, 2. Колоччини, 3. Сантон; 25. Обертан (28. С. Амеоби, 82'), 4. Кабай, 24. Тьоте (29. Вучкич, 82'), 18. Гутьеррес; 20. Бест (23. Ш. Амеоби, 71'), 19. Ба Запасные, оставшиеся в резерве: 1. Харпер, 6. Уильямсон, 13. Абейд, 10. Бен Арфа Капитан команды — Фабрисио Колоччини Тактическая схема: 4-4-2 |                 |         |                  |                                                                        |

| Статистика матча       | Статистика матча  | Статистика матча |
| ---------------------- | ----------------- | ---------------- |
| Статистика             | «Ньюкасл Юнайтед» | «Суонси Сити»    |
| Удары в створ ворот    | 6                 | 0                |
| Удары мимо ворот       | 11                | 3                |
| Нарушения правил       | 11                | 11               |
| Угловые                | 9                 | 1                |
| Положения «вне игры»   | 1                 | 3                |
| Процент владения мячом | 57 %              | 43 %             |

18-летний нападающий академии «Ньюкасла» Дэн Тейлор, ставший в прошлом сезоне лучшим бомбардиром академии, был отдан в аренду клубу «Эшингтон», выступающем в девятой по значимости лиге Англии. Досрочно из аренды по причине травмы стопы вернулся Найл Рейнджер — в аренде за клуб «Барнсли» Рейнджер провёл 5 матчей, из которых в двух выходил на замену, и отдал одну голевую передачу.
Проиграв в домашнем матче «Вест Бромвич Альбиону» со счётом 3:2, «Ньюкасл» продлил свою серию без побед до 6 матчей. В этом матче не принял участие Йоан Кабай, дисквалифицированный на 1 матч из-за пятой жёлтой карточки, зато отправившийся от травмы Майк Уильямсон впервые за 3,5 месяца появился на скамейке запасных. Вновь оба забитых мяча «сорок» записал на свой счёт Демба Ба. В перерыве матча из-за боли в колене был заменён Давиде Сантон, позднее выяснилось, что травма оказалась не серьёзной. Несмотря на поражение, одним из лучших на поле был 19-летний словенский полузащитник Харис Вучкич, имевший несколько шансов отличиться забитым мячом.
| 21 декабря 2011 17 тур | Ньюкасл Юнайтед                            | 2:3     | Вест Бромвич Альбион                                       | Ньюкасл-апон-Тайн                                                                   |
| 19:45 GMT | Демба Ба 34′, 81′ · Фабрисио Колоччини 90' | (отчёт) | Питер Одемвингие 20′ · Гарет Маколи 44′ · Пауль Шарнер 85′ | Стадион: Сент-Джеймс Парк Зрителей: 51 060 Судья: Энтони Тейлор (Большой Манчестер) |
| Ньюкасл Юнайтед: 26. Крул; 5. Симпсон, 14. Перч, 2. Колоччини, 3. Сантон (16. Р. Тейлор, 46'); 25. Обертан (23. Ш. Амеоби, 72'), 29. Вучкич, 24. Тьоте, 18. Гутьеррес; 20. Бест (10. Бен Арфа, 61'), 19. Ба Запасные, оставшиеся в резерве: 35. Эллиот, 6. Уильямсон, 13. Абейд, 28. С. Амеоби Капитан команды — Фабрисио Колоччини Тактическая схема: 4-4-2 |                                            |         |                                                            |                                                                                     |

| Статистика матча       | Статистика матча  | Статистика матча       |
| ---------------------- | ----------------- | ---------------------- |
| Статистика             | «Ньюкасл Юнайтед» | «Вест Бромвич Альбион» |
| Удары в створ ворот    | 11                | 8                      |
| Удары мимо ворот       | 10                | 6                      |
| Нарушения правил       | 9                 | 10                     |
| Угловые                | 10                | 1                      |
| Положения «вне игры»   | 5                 | 4                      |
| Процент владения мячом | 54 %              | 46 %                   |

В 18-м туре «Ньюкасл Юнайтед» обыграл на выезде «Болтон Уондерерс» со счётом 2:0, прервав свою 6-матчевую серию без побед, а также впервые с 2001 года одержав победу в Boxing Day и впервые с 1988 года — на выезде. В стартовом составе произошёл ряд изменений по сравнению с прошлым матчем: вместо Перча в центре защиты вышел Майк Уильямсон, выходивший в последний раз на поле в августе 2011 года; на место центрального полузащитника вернулся отбывший одноматчевую дисквалификацию Йоан Кабай, а Райан Тейлор заменил на левом фланге обороны получившего небольшую травму колена Давиде Сантона. Счёт в матче открыл Хатем Бен Арфа ударом в одно касание из района одиннадцатиметровой отметки после кросса с левого фланга от Райана Тейлора, для Бен Арфа этот гол стал вторым в футболке «Ньюкасла» и первым в этом сезоне. Второй гол забил Демба Ба из вратарской площади после передачи с правого фланга Габриэля Обертана. Ба опередил капитана «Болтона» Гари Кэхилла и, падая, отправил мяч в отдалённую девятку.
| 26 декабря 2011 18 тур | Болтон Уондерерс | 0:2     | Ньюкасл Юнайтед                                    | Болтон                                                               |
| 15:00 GMT | Иван Класнич 33' | (отчёт) | Шейк Тьоте 36' · Хатем Бен Арфа 69′ · Демба Ба 71′ | Стадион: Рибок Зрителей: 26 080 Судья: Питер Уолтон (Нортгемптоншир) |
| Ньюкасл Юнайтед: 26. Крул; 5. Симпсон, 6. Уильямсон, 2. Колоччини, 16. Р. Тейлор; 25. Обертан (23. Ш. Амеоби, 84'), 4. Кабай (14. Перч, 88'), 24. Тьоте, 18. Гутьеррес; 20. Бест (10. Бен Арфа, 61'), 19. Ба Запасные, оставшиеся в резерве: 35. Эллиот, 31. Фергюсон, 29. Вучкич, 28. С. Амеоби Капитан команды — Фабрисио Колоччини Тактическая схема: 4-4-2 |                  |         |                                                    |                                                                      |

| Статистика матча       | Статистика матча   | Статистика матча  |
| ---------------------- | ------------------ | ----------------- |
| Статистика             | «Болтон Уондерерс» | «Ньюкасл Юнайтед» |
| Удары в створ ворот    | 3                  | 7                 |
| Удары мимо ворот       | 1                  | 5                 |
| Нарушения правил       | 9                  | 11                |
| Угловые                | 4                  | 4                 |
| Положения «вне игры»   | 4                  | 6                 |
| Процент владения мячом | 45 %               | 55 %              |

Перед последним матчем первого круга чемпионата Англии травму икроножной мышцы получил Петер Лёвенкранс, но зато Дэн Гослинг отбыл свою 3-матчевую дисквалификацию, однако остался вне заявки на матч против «Ливерпуля». В основном составе было сделано одно изменение по сравнению с прошлой игрой — вместо Леона Беста вышел Харис Вучкич. В последней игре 2011 года «Ньюкасл Юнайтед» проиграл «Ливерпулю» со счётом 3:1, причём первыми открыли счёт «сороки», гол в свои ворота забил защитник «красных» Даниэль Аггер.
| 30 декабря 2011 19 тур | Ливерпуль                                    | 3:1     | Ньюкасл Юнайтед                                                   | Ливерпуль                                                    |
| 19:45 GMT | Крейг Беллами 30′, 67′ · Стивен Джеррард 78′ | (отчёт) | Даниэль Аггер 25′ (авт.) · Хонас Гутьеррес 28' · Райан Тейлор 36' | Стадион: Энфилд Зрителей: 44 372 Судья: Ли Проберт (Уилтшир) |
| Ньюкасл Юнайтед: 26. Крул; 5. Симпсон, 6. Уильямсон, 2. Колоччини, 16. Р. Тейлор (3. Сантон, 46'); 25. Обертан (28. C. Амеоби, 84'), 24. Тьоте, 4. Кабай, 18. Гутьеррес; 29. Вучкич (10. Бен Арфа, 65'); 19. Ба Запасные, оставшиеся в резерве: 35. Эллиот, 14. Перч, 23. Ш. Амеоби, 20. Бест Капитан команды — Фабрисио Колоччини Тактическая схема: 4-4-1-1 |                                              |         |                                                                   |                                                              |

| Статистика матча       | Статистика матча | Статистика матча  |
| ---------------------- | ---------------- | ----------------- |
| Статистика             | «Ливерпуль»      | «Ньюкасл Юнайтед» |
| Удары в створ ворот    | 7                | 2                 |
| Удары мимо ворот       | 8                | 3                 |
| Нарушения правил       | 7                | 11                |
| Угловые                | 7                | 0                 |
| Положения «вне игры»   | 4                | 2                 |
| Процент владения мячом | 55 %             | 45 %              |

### Январь (20—22 тур Премьер-лиги, 3—4 раунд Кубка Англии)
Из аренды вернулся вратарь Джек Аник, выступавший за «Гейтсхед» на правах аренды с сентября 2011 года. В аренде он провёл 9 матчей, в которых пропустил 11 мячей, дважды отстояв «на ноль».
Участие Габриэля Обертана во встрече против «Манчестер Юнайтед» оставалось под вопросом из-за вновь возникнувшей инфекции на пальце ноги. В конечном итоге Габриэль оказался в заявке на матч, но в стартовом составе на правом фланге полузащиты его заменил Райан Тейлор; в нападении вместе с Демба Ба вышел Шола Амеоби. В первом матче 2012 года «Ньюкасл» победил «Манчестер Юнайтед» со счётом 3:0, обыграв «красных дьяволов» впервые с сентября 2001 года. Первый гол забил Демба Ба. Выполняя штрафной удар со своей половины поля, Тим Крул выбил мяч прямо на Шолу Амеоби, а тот головой скинул мяч дальше на ход опекаемого Рио Фердинандом Ба, который с разворота пробил по мячу в одно касание, послав его над плечом Фердинанда в дальний угол ворот Андерса Линдегора. Второй мяч был забит Йоаном Кабаем со штрафного удара, назначенного за нарушение правил Филом Джонсом на Демба Ба; Кабай послал мяч точно в девятку. На 90-й минуте матча защитник «Манчестера», Фил Джонс отправил мяч в собственные ворота, пытаясь предотвратить длинную передачу Тима Крула на Леона Беста.
Перед матчем с «Манчестер Юнайтед» у «Ньюкасла» сменился главный спонсор — на место Northern Rock пришла компания Virgin Money.
| 4 января 2012 20 тур | Ньюкасл Юнайтед                                                       | 3:0     | Манчестер Юнайтед                    | Ньюкасл-апон-Тайн                                                             |
| 20:00 GMT | Демба Ба 33′ · Йоан Кабай 47′ · Шейк Тьоте 81' · Фил Джонс 90′ (авт.) | (отчёт) | Фил Джонс 46' · Антонио Валенсия 61' | Стадион: Сент-Джеймс Парк Зрителей: 52 299 Судья: Говард Уэбб (Южный Йоркшир) |
| Ньюкасл Юнайтед: 26. Крул; 5. Симпсон, 6. Уильямсон, 2. Колоччини, 3. Сантон; 16. Р. Тейлор, 24. Тьоте, 4. Кабай (14. Перч, 77'), 18. Гутьеррес; 23. Ш. Амеоби (20. Бест, 75'), 19. Ба (25. Обертан, 89') Запасные, оставшиеся в резерве: 1. Харпер, 29. Вучкич, 10. Бен Арфа, 28. C. Амеоби Капитан команды — Фабрисио Колоччини Тактическая схема: 4-4-2 |                                                                       |         |                                      |                                                                               |

| Статистика матча       | Статистика матча  | Статистика матча    |
| ---------------------- | ----------------- | ------------------- |
| Статистика             | «Ньюкасл Юнайтед» | «Манчестер Юнайтед» |
| Удары в створ ворот    | 6                 | 6                   |
| Удары мимо ворот       | 4                 | 0                   |
| Нарушения правил       | 16                | 15                  |
| Угловые                | 4                 | 4                   |
| Положения «вне игры»   | 1                 | 5                   |
| Процент владения мячом | 51 %              | 49 %                |

В начале января Демба Ба был признан лучшим игроком английской Премьер-лиги в декабре. Из 7 голов, забитых «Ньюкаслом» в декабре, Демба записал на свой счёт 5. Последний раз игрок «сорок» получал эту награду в октябре 2003 года.
На начавшийся Кубок африканских наций 2012 отправились Шейк Тьоте и Демба Ба.
«Ньюкасл Юнайтед» начал выступление в Кубке Англии с третьего раунда, его жеребьёвка состоялась 4 декабря 2011 года. По её итогам «сороки» на домашней арене приняли «Блэкберн Роверс». Матч завершился волевой победой «Ньюкасла» со счётом 2:1, причём победный гол был забит на 5-й добавленной ко второму тайму минуте матча. А Хатем Бен Арфа, забивший первый мяч в ворота «Роверс», обойдя по ходу 5 игроков соперника, был признан «игроком раунда».
| 7 января 2012 3 раунд | Ньюкасл Юнайтед                                                       | 2:1     | Блэкберн Роверс                    | Ньюкасл-апон-Тайн                                                         |
| 15:00 GMT | Майк Уильямсон 17' · Хатем Бен Арфа 70′ · Хонас Гутьеррес 90+5′ 90+5' | (отчёт) | Марк Банн 34' · Дэвид Гудвилли 35′ | Стадион: Сент-Джеймс Парк Зрителей: 30 876 Судья: Кевин Френд (Лестершир) |
| Ньюкасл Юнайтед: 26. Крул; 5. Симпсон (16. Р. Тейлор, 60'), 6. Уильямсон, 2. Колоччини, 3. Сантон; 25. Обертан (23. Ш. Амеоби, 56'), 13. Абейд (15. Гослинг, 87'), 4. Кабай, 18. Гутьеррес; 10. Бен Арфа; 20. Бест Запасные, оставшиеся в резерве: 35. Эллиот, 14. Перч, 29. Вучкич, 28. C. Амеоби Капитан команды — Фабрисио Колоччини Тактическая схема: 4-4-1-1 |                                                                       |         |                                    |                                                                           |

| Статистика матча       | Статистика матча  | Статистика матча  |
| ---------------------- | ----------------- | ----------------- |
| Статистика             | «Ньюкасл Юнайтед» | «Блэкберн Роверс» |
| Удары в створ ворот    | 8                 | 4                 |
| Удары мимо ворот       | 9                 | 5                 |
| Нарушения правил       | 8                 | 7                 |
| Угловые                | 13                | 3                 |
| Положения «вне игры»   | 2                 | 3                 |
| Процент владения мячом | 56 %              | 44 %              |

Из аренды вернулся защитник Джеймс Тавернир, выступавший на правах аренды за «Шеффилд Уэнсдей». В аренде Тавернир провёл 8 матчей и получил 1 жёлтую карточку.
В матче за резервистов «Ньюкасла» Сэмми Амеоби получил травму колена и выбыл до конца сезона, приступив к тренировкам только в начале мая. Но от травмы паха восстановился Дэнни Гатри, он вышел в стартовом составе на матче против «Куинз Парк Рейнджерс». Игра завершилась победой «сорок» 1:0, единственный мяч забил Леон Бест. На 19-й минуте матча Йоан Кабай после подката Шона Дерри не смог продолжить игру и был заменён, позже оказалось, что травма несерьёзна.
| 15 января 2012 21 тур | Ньюкасл Юнайтед | 1:0     | Куинз Парк Рейнджерс                                                    | Ньюкасл-апон-Тайн                                                      |
| 13:30 GMT | Леон Бест 37′   | (отчёт) | Шон Дерри 20' · Клинт Хилл 33' · Джей Ботройд 39' · Федерико Македа 83' | Стадион: Сент-Джеймс Парк Зрителей: 49 865 Судья: Крис Фой (Мерсисайд) |
| Ньюкасл Юнайтед: 26. Крул; 5. Симпсон, 6. Уильямсон, 2. Колоччини, 3. Сантон; 16. Р. Тейлор (15. Гослинг, 81'), 8. Гатри, 4. Кабай (10. Бен Арфа, 25'), 18. Гутьеррес; 23. Ш. Амеоби, 20. Бест (14. Перч, 76') Запасные, оставшиеся в резерве: 35. Эллиот, 31. Фергюсон, 13. Абейд, 25. Обертан Капитан команды — Фабрисио Колоччини Тактическая схема: 4-4-2 |                 |         |                                                                         |                                                                        |

| Статистика матча       | Статистика матча  | Статистика матча       |
| ---------------------- | ----------------- | ---------------------- |
| Статистика             | «Ньюкасл Юнайтед» | «Куинз Парк Рейнджерс» |
| Удары в створ ворот    | 4                 | 9                      |
| Удары мимо ворот       | 5                 | 6                      |
| Нарушения правил       | 5                 | 9                      |
| Угловые                | 3                 | 2                      |
| Положения «вне игры»   | 1                 | 6                      |
| Процент владения мячом | 45 %              | 55 %                   |

Единственным приобретением во время зимнего трансферного окна стал сенегальский нападающий Паписс Сиссе из немецкого «Фрайбурга». Сенегалец подписал контракт на 5,5 лет и будет выступать под номер 9. После подписания соглашения с «сороками» Паписс Сиссе отправился на Кубок африканских наций 2012
Нападающий Фил Эйри был отдан в аренду на месяц «Гейтсхеду».
От травмы икроножной мышцы восстановился Петер Лёвенкранс, он оказался в заявке на матч против «Фулхэма», но на поле не появился. Встреча против лондонцев завершилась поражением «Ньюкасла» со счётом 5:2. Примечательно, что первыми отличились «сороки» — Дэнни Гатри ударом из-за пределов штрафной площади отправил мяч в верхний угол ворот. «Ньюкасл Юнайтед» впервые в этом сезоне пропустил 5 мячей за один матч.
| 21 января 2012 22 тур | Фулхэм                                                                        | 5:2     | Ньюкасл Юнайтед                                                                                   | Лондон                                                                |
| 15:00 GMT | Дэнни Мерфи 52′ (пен.) · Клинт Демпси 59′, 65′, 89′ · Бобби Замора 68′ (пен.) | (отчёт) | Дэнни Гатри 43′ 62' · Давиде Сантон 45+1' · Дэнни Симпсон 63' · Тим Крул 68' · Хатем Бен Арфа 85′ | Стадион: Крейвен Коттедж Зрителей: 25 692 Судья: Ли Мейсон (Ланкашир) |
| Ньюкасл Юнайтед: 26. Крул; 5. Симпсон, 6. Уильямсон, 2. Колоччини, 3. Сантон; 4. Кабай (15. Гослинг, 83'), 8. Гатри (14. Перч, 76'), 10. Бен Арфа, 18. Гутьеррес; 20. Бест (16. Р. Тейлор, 86'), 23. Ш. Амеоби Запасные, оставшиеся в резерве: 35. Эллиот, 31. Фергюсон, 25. Обертан, 11. Лёвенкранс Капитан команды — Фабрисио Колоччини Тактическая схема: 4-2-3-1 |                                                                               |         |                                                                                                   |                                                                       |

| Статистика матча       | Статистика матча | Статистика матча  |
| ---------------------- | ---------------- | ----------------- |
| Статистика             | «Фулхэм»         | «Ньюкасл Юнайтед» |
| Удары в створ ворот    | 7                | 9                 |
| Удары мимо ворот       | 3                | 6                 |
| Нарушения правил       | 8                | 12                |
| Угловые                | 2                | 6                 |
| Положения «вне игры»   | 10               | 5                 |
| Процент владения мячом | 53 %             | 47 %              |

Из-за небольшой травмы паха капитан команды, Фабрисио Колоччини, пропустил матч 4-го раунда Кубка Англии; вместо него в основном составе вышел Джеймс Перч. Кубковый матч против «Брайтон энд Хоув Альбион» завершился поражением «Ньюкасла» со счётом со счётом 1:0. Единственный мяч был забит защитником «сорок» Майком Уильямсоном, от ноги которого мяч залетел в ворота после удара Уилла Бакли.
| 28 января 2012 4 раунд | Брайтон энд Хоув Альбион                       | 1:0     | Ньюкасл Юнайтед   | Брайтон                                                      |
| 15:00 GMT | Мэттью Спэрроу 39' · Майк Уильямсон 76′ (авт.) | (отчёт) | Дэнни Симпсон 57' | Стадион: Фалмер Зрителей: 21 558 Судья: Ли Проберт (Уилтшир) |
| Ньюкасл Юнайтед: 26. Крул; 5. Симпсон, 6. Уильямсон, 14. Перч, 3. Сантон (31. Фергюсон, 83'); 8. Гатри (15. Гослинг, 83'), 4. Кабай; 10. Бен Арфа (16. Р. Тейлор, 83'), 18. Гутьеррес, 20. Бест; 23. Ш. Амеоби Запасные, оставшиеся в резерве: 35. Эллиот, 40. Кадар, 25. Обертан, 11. Лёвенкранс Капитан команды — Шола Амеоби Тактическая схема: 4-2-3-1 |                                                |         |                   |                                                              |

| Статистика матча       | Статистика матча   | Статистика матча  |
| ---------------------- | ------------------ | ----------------- |
| Статистика             | «Брайтон энд Хоув» | «Ньюкасл Юнайтед» |
| Удары в створ ворот    | 3                  | 10                |
| Удары мимо ворот       | 3                  | 4                 |
| Нарушения правил       | 3                  | 9                 |
| Угловые                | 4                  | 7                 |
| Положения «вне игры»   | 1                  | 0                 |
| Процент владения мячом | 46 %               | 54 %              |

В аренду клубу «Милтон-Кинс Донс» были отданы Алан Смит и Джеймс Тавернир. Они подписали арендное соглашение с «Донс» до конца сезона.

### Февраль (23—26 тур Премьер-лиги)
Футбольная ассоциация Англии приняла решение дисквалифицировать Йоана Кабая на 3 матча за агрессивное поведение в матче 4-го раунда Кубка Англии против «Брайтона».
К матчу 23-го тура Премьер-лиги против «Блэкберн Роверс» восстановился Фабрисио Колоччини, получивший небольшую травму паха, из-за которой он пропустил кубковую игру с «Брайтоном». Колоччини вышел в основном составе, заняв место в центре защиты, а Райан Тейлор заменил дисквалифицированного Йоана Кабая в центральной зоне полузащиты. Четвёртый по счёту в этом сезоне матч против «Роверс» завершился победой «Ньюкасла» со счётом 2:0. Первый гол во встрече был забит на 12-й минуте после неточного удара Райана Тейлора из-за пределов штрафной площади — Скотт Данн, подставив ногу, отправил мяч в собственные ворота. Второй мяч был забит на 92-й минуте вышедшим на замену Габриэлем Обертаном, для которого этот гол стал первым забитым за «сорок». Также в конце первого тайма в ворота «Ньюкасл Юнайтед» был назначен пенальти за фол Дэнни Симпсона на Антони Модесте, но Тим Крул отразил удар с 11-метровой отметки Дэвида Данна. Этот матч стал 100-м для Дэнни Симпсона в футболке «Ньюкасла», примечательно, что во всех встречах он выходил в стартовом составе.
| 1 февраля 2012 23 тур | Блэкберн Роверс                         | 0:2     | Ньюкасл Юнайтед                                                                      | Блэкберн                                                          |
| 20:00 GMT | Дэвид Данн 44' (пен.) · Джейсон Лоу 56' | (отчёт) | Скотт Данн 12′ (авт.) · Райан Тейлор 30' · Майк Уильямсон 68' · Габриэль Обертан 92′ | Стадион: Ивуд Парк Зрителей: Фил Дауд (Стаффордшир) Судья: 20 817 |
| Ньюкасл Юнайтед: 26. Крул; 5. Симпсон, 6. Уильямсон, 2. Колоччини, 3. Сантон; 16. Р. Тейлор (25. Обертан, 89'), 8. Гатри; 10. Бен Арфа (14. Перч, 46'), 18. Гутьеррес, 20. Бест (11. Лёвенкранс, 77'); 23. Ш. Амеоби Запасные, оставшиеся в резерве: 35. Эллиот, 31. Фергюсон, 13. Абейд, 15. Гослинг Капитан команды — Фабрисио Колоччини Тактическая схема: 4-2-3-1 |                                         |         |                                                                                      |                                                                   |

| Статистика матча       | Статистика матча  | Статистика матча  |
| ---------------------- | ----------------- | ----------------- |
| Статистика             | «Блэкберн Роверс» | «Ньюкасл Юнайтед» |
| Удары в створ ворот    | 12                | 5                 |
| Удары мимо ворот       | 11                | 4                 |
| Нарушения правил       | 9                 | 17                |
| Угловые                | 14                | 2                 |
| Положения «вне игры»   | 5                 | 6                 |
| Процент владения мячом | 44 %              | 56 %              |

С Кубка африканских наций 2012 вернулись Демба Ба и Паписс Сиссе, выступавшие за сборную Сенегала, провалившуюся на турнире. В стартовом составе на матч с «Астон Виллой» оказался Демба Ба и Джеймс Перч, а новичок «Ньюкасла» Паписс Сиссе остался на скамейке запасных. Но на 11-й минуте матча Леон Бест получил травму и был вынужден попросить замену, вместо него вышел Паписс Сиссе, тем самым дебютировав за «сорок». На 30-й минуте счёт в матче открыл Демба Ба, отправивший мяч в ворота после удара Райана Тейлора, получившего травму в том эпизоде. На 5-й добавленной к первому тайму минуте Робби Кин сравнял счёт, но в середине второго тайма Паписс Сиссе, получив мяч от Хонаса Гутьерреса с левого фланга, принял мяч на грудь и вторым касанием отправил его в девятку ворот Шея Гивена.
Нападающий Леон Бест, получивший в этом матче травму — разрыв медиальной коллатеральной связки колена, выбыл до середины апреля. А травма Райана Тейлора оказалась менее серьёзной: большой отёк на лодыжке, Тейлору пришлось пропустить выездную игру против «Тоттенхэма».
| 5 февраля 2012 24 тур | Ньюкасл Юнайтед                                     | 2:1     | Астон Вилла                                         | Ньюкасл-апон-Тайн                                                       |
| 13:30 GMT | Демба Ба 30′ · Дэнни Симпсон 38' · Паписс Сиссе 71′ | (отчёт) | Ричард Данн 39' · Робби Кин 45+5′ · Даррен Бент 68' | Стадион: Сент-Джеймс Парк Зрителей: 48 569 Судья: Марк Халси (Ланкашир) |
| Ньюкасл Юнайтед: 26. Крул; 5. Симпсон, 6. Уильямсон, 2. Колоччини, 3. Сантон; 16. Р. Тейлор ( — 25. Обертан, 33'), 14. Перч, 8. Гатри, 18. Гутьеррес; 20. Бест ( — 9. Сиссе, 14'), 19. Ба (23. Ш. Амеоби, 90') · Запасные, оставшиеся в резерве: 35. Эллиот, 31. Фергюсон, 15. Гослинг, 10. Бен Арфа · Капитан команды — Фабрисио Колоччини · Тактическая схема: 4-4-2 |                                                     |         |                                                     |                                                                         |

| Статистика матча       | Статистика матча  | Статистика матча |
| ---------------------- | ----------------- | ---------------- |
| Статистика             | «Ньюкасл Юнайтед» | «Астон Вилла»    |
| Удары в створ ворот    | 8                 | 8                |
| Удары мимо ворот       | 8                 | 5                |
| Нарушения правил       | 6                 | 11               |
| Угловые                | 4                 | 4                |
| Положения «вне игры»   | 2                 | 2                |
| Процент владения мячом | 51 %              | 49 %             |

Досрочно из аренды из «Гейтсхеда» вернулся Фил Эйри. А в месячную аренду «Кардифф Сити» был отдан Харис Вучкич.
В выездном матче против «Тоттенхэма» Ньюкасл потерпел самое крупное поражение в сезоне, проиграв со счётом 5:0. Примечательно, что во второй раз в 2012 году «сороки» пропустили 5 мячей за один матч.
| 11 февраля 2012 25 тур | Тоттенхэм Хотспур | 5:0     | Ньюкасл Юнайтед | Лондон                                                                         |
| 17:30 GMT | Бенуа Ассу-Экото 4′ · Луи Саа 6′, 20′ · Скотт Паркер 25' · Нико Краньчар 34′ · Кайл Уокер 39' · Эммануэль Адебайор 64′ | (отчёт) | Дэн Гослинг 70' | Стадион: Уайт Харт Лейн Зрителей: 36 176 Судья: Андре Марринер (Уэст-Мидлендс) |
| Ньюкасл Юнайтед: 26. Крул; 5. Симпсон, 6. Уильямсон, 2. Колоччини, 3. Сантон; 25. Обертан (31. Фергюсон, 46'), 8. Гатри (11. Лёвенкранс, 86'), 14. Перч, 18. Гутьеррес; 19. Ба, 9. Сиссе (15. Гослинг, 68') Запасные, оставшиеся в резерве: 35. Эллиот, 13. Абейд, 10. Бен Арфа, 23. Ш. Амеоби Капитан команды — Фабрисио Колоччини Тактическая схема: 4-4-2 | |         |                 |                                                                                |

| Статистика матча       | Статистика матча    | Статистика матча  |
| ---------------------- | ------------------- | ----------------- |
| Статистика             | «Тоттенхэм Хотспур» | «Ньюкасл Юнайтед» |
| Удары в створ ворот    | 9                   | 3                 |
| Удары мимо ворот       | 9                   | 4                 |
| Нарушения правил       | 7                   | 9                 |
| Угловые                | 4                   | 3                 |
| Положения «вне игры»   | 5                   | 0                 |
| Процент владения мячом | 63 %                | 37 %              |

К домашней игре с «Вулверхэмптоном» в основной состав вернулись трое игроков: Йоан Кабай, отбывший 3-матчевую дисквалификацию, Шейк Тьоте, вернувшийся с Кубка африканских наций, на котором вместе со своей сборной завоевал серебряные медали, и Райан Тейлор, восстановившийся от небольшой травмы ноги. Все они вышли в основном составе на матч против «Вулвз». Ведя по ходу встречи 2:0, «Ньюкасл» упустил победу, пропустив во втором тайме два мяча.
| 25 февраля 2012 26 тур | Ньюкасл Юнайтед                                         | 2:2     | Вулверхэмптон Уондерерс                                 | Ньюкасл-апон-Тайн                                                               |
| 15:00 GMT | Паписс Сиссе 6′ · Хонас Гутьеррес 18′ · Шола Амеоби 89' | (отчёт) | Мэттью Джарвис 50′ · Кевин Дойл 66′ · Кристоф Берра 92' | Стадион: Сент-Джеймс Парк Зрителей: 52 287 Судья: Питер Уолтон (Нортгемптоншир) |
| Ньюкасл Юнайтед: 26. Крул; 5. Симпсон, 6. Уильямсон, 2. Колоччини, 3. Сантон; 16. Р. Тейлор (8. Гатри, 65'), 24. Тьоте (23. Ш. Амеоби, 80'), 4. Кабай, 18. Гутьеррес; 9. Сиссе (10. Бен Арфа, 65'), 19. Ба Запасные, оставшиеся в резерве: 35. Эллиот, 31. Фергюсон, 14. Перч, 25. Обертан Капитан команды — Фабрисио Колоччини Тактическая схема: 4-4-2 |                                                         |         |                                                         |                                                                                 |

| Статистика матча       | Статистика матча  | Статистика матча |
| ---------------------- | ----------------- | ---------------- |
| Статистика             | «Ньюкасл Юнайтед» | «Вулверхэмптон»  |
| Удары в створ ворот    | 8                 | 6                |
| Удары мимо ворот       | 5                 | 1                |
| Нарушения правил       | 8                 | 8                |
| Угловые                | 3                 | 3                |
| Положения «вне игры»   | 4                 | 2                |
| Процент владения мячом | 51 %              | 49 %             |

В свои национальные сборные были вызваны 8 игроков «Ньюкасл Юнайтед» для участия в товарищеских матчах.

### Март (27—30 тур Премьер-лиги)
Новые контракты с клубом подписали защитник Фабрисио Колоччини (на 4 года) и вратарь Тим Крул (на 5 лет).
В месячную аренду клубу «Хартлпул Юнайтед» был отдан полузащитник Сэмюэл Аджей, однако выйдя на замену на 55-й минуте в своей дебютной встрече, Аджей за 5 минут до окончания матча получил травму и покинул поле. Впоследствии было принято решение прекратить аренду.
Тайн-уирское дерби с «Сандерлендом» завершилось вничью — 1:1. Первыми счёт открыли «чёрные коты», Никлас Бентнер забил мяч с пенальти, назначенного за фол Майка Уильямсона на Майкле Тернере. В начале второго тайма, на 58-й минуте, был удалён полузащитник «Сандерленда» Стефан Сессеньон за удар локтем Шейка Тьоте. На 82-й минуте был назначен пенальти в ворота Симона Миньоле за подкат Фрейзера Кэмпбелла под Шолу Амеоби, но удар Демба Ба с точки был отбит вратарём. На 91-й минуте Йоан Кабай навесил в штрафную площадь, Майк Уильямсон головой подправил мяч на дальнюю штангу, где находился Шола Амеоби, переправивший мяч с отскоком от газона мимо пытавшегося блокировать мяч Миньоле.
Всего в матче было показано 8 жёлтых карточек, а также две красных. На 18-й минуте матча произошла стычка между Дэнни Симпсоном и Джеймсом Макклином, этот эпизод рассмотрела Футбольная ассоциация Англии и оштрафовала «Сандерленд» на 20 тыс. фунтов стерлингов, а «Ньюкасл» — на 40 тыс. за «неспособность контролировать поведение своих игроков и удерживать их от провокационных действий на поле».
| 4 марта 2012 27 тур | Ньюкасл Юнайтед | 1:1     | Сандерленд | Ньюкасл-апон-Тайн                                                   |
| 12:00 GMT | Йоан Кабай 13' · Дэнни Симпсон 19' · Демба Ба 23' · Майк Уильямсон 24' · Шейк Тьоте 67' · Демба Ба 82' · Шола Амеоби 91′ | (отчёт) | Ли Каттермол 1' · Джеймс Макклин 19' · Никлас Бентнер 24′ (пен.) · Крейг Гарднер 51' · Стефан Сессеньон 58' · Ли Каттермол после свистка | Стадион: Сент-Джеймс Парк Зрителей: 52 388 Судья: Майк Дин (Уиррал) |
| Ньюкасл Юнайтед: 26. Крул; 5. Симпсон, 6. Уильямсон, 2. Колоччини, 3. Сантон (10. Бен Арфа, 46'); 16. Р. Тейлор (11. Лёвенкранс, 89'), 4. Кабай, 24. Тьоте, 18. Гутьеррес; 9. Сиссе (23. Ш. Амеоби, 72'), 19. Ба Запасные, оставшиеся в резерве: 35. Эллиот, 14. Перч, 8. Гатри, 25. Обертан Капитан команды — Фабрисио Колоччини Тактическая схема: 4-4-2 | |         | |                                                                     |

| Статистика матча       | Статистика матча  | Статистика матча |
| ---------------------- | ----------------- | ---------------- |
| Статистика             | «Ньюкасл Юнайтед» | «Сандерленд»     |
| Удары в створ ворот    | 12                | 6                |
| Удары мимо ворот       | 12                | 1                |
| Нарушения правил       | 14                | 14               |
| Угловые                | 19                | 4                |
| Положения «вне игры»   | 1                 | 2                |
| Процент владения мячом | 57 %              | 43 %             |

Защитник Райан Тейлор продлил свой контракт с клубом на 2 года. До конца сезона выбыл нападающий Петер Лёвенкранс, получивший травму бедра на тренировке. Из аренды из «Кардифф Сити» вернулся полузащитник Харис Вучкич; в аренде он провёл 5 игр, в которых забил 1 гол и отдал 1 голевую передачу. Также в аренду на месяц «Гейтсхеду» был отдан защитник Пол Дамметт.
На утренней тренировке перед матчем с «Арсеналом» недавно продливший контракт с клубом Райан Тейлор получил растяжение икроножной мышцы и выбыл на 3 недели. В стартовом составе на правом фланге полузащиты его заменил Хатем Бен Арфа, а вместо Паписса Сиссе вышел Габриэль Обертан. Первый гол забил Бен Арфа с передачи Обертана, но спустя минуту Робин ван Перси сравнял счёт. На 95-й минуте матча «Арсенал» вырвал победу у «Ньюкасла» — защитник «канониров» Томас Вермален отправил мяч в сетку ворот Тима Крула.
На 81-й минуте из-за проблем с бедром был заменён Шейк Тьоте, из-за этой травмы он был вынужден пропустить два ближайших матча.
| 12 марта 2012 28 тур | Арсенал                                                                             | 2:1     | Ньюкасл Юнайтед                                                          | Лондон                                                                |
| 20:00 GMT | Робин ван Перси 15′ · Лоран Косельни 77' · Томас Вермален 95′ · Робин ван Перси 97' | (отчёт) | Хатем Бен Арфа 14′ · Шейк Тьоте 63' · Хонас Гутьеррес 86' · Тим Крул 97' | Стадион: Эмирейтс Зрителей: 60 095 Судья: Говард Уэбб (Южный Йоркшир) |
| Ньюкасл Юнайтед: 26. Крул; 5. Симпсон, 6. Уильямсон, 2. Колоччини, 3. Сантон (14. Перч, 46'); 10. Бен Арфа, 24. Тьоте ( — 8. Гатри, 81'), 4. Кабай, 18. Гутьеррес; 25. Обертан (23. Ш. Амеоби, 61'); 19. Ба · Запасные, оставшиеся в резерве: 35. Эллиот, 15. Гослинг, 29. Вучкич, 9. Сиссе · Капитан команды — Фабрисио Колоччини · Тактическая схема: 4-4-1-1 |                                                                                     |         |                                                                          |                                                                       |

| Статистика матча       | Статистика матча | Статистика матча  |
| ---------------------- | ---------------- | ----------------- |
| Статистика             | «Арсенал»        | «Ньюкасл Юнайтед» |
| Удары в створ ворот    | 13               | 3                 |
| Удары мимо ворот       | 8                | 2                 |
| Нарушения правил       | 11               | 12                |
| Угловые                | 6                | 3                 |
| Положения «вне игры»   | 8                | 2                 |
| Процент владения мячом | 59 %             | 41 %              |

В голосовании тренеров Премьер-лиги нападающий Демба Ба был признан лучшим приобретением сезона.
Фарерский полузащитник Йоан Симун Эдмундссон перешёл в норвежский клуб «Викинг».
На матч с «Норвич Сити» в стартовом составе на позиции центральных полузащитников вышли Дэнни Гатри и Джеймс Перч, роль левого защитника играл Хонас Гутьеррес, с ним на фланге взаимодействовал Йоан Кабай. Встреча завершилась минимальной победой «Ньюкасла» 1:0, единственный гол забил Паписс Сиссе с передачи Хонаса Гутьерреса. Для вратаря Тима Крула эта игра стала 10-й в этом сезон, в которой он отстоял «на ноль».
| 18 марта 2012 29 тур | Ньюкасл Юнайтед  | 1:0     | Норвич Сити                                            | Ньюкасл-апон-Тайн                                                        |
| 16:00 GMT | Паписс Сиссе 11′ | (отчёт) | Эллиотт Беннетт 62' · Зак Уитбред 78' · Кайл Нотон 93' | Стадион: Сент-Джеймс Парк Зрителей: 47 833 Судья: Фил Дауд (Стаффордшир) |
| Ньюкасл Юнайтед: 26. Крул; 5. Симпсон, 6. Уильямсон, 2. Колоччини, 18. Гутьеррес; 10. Бен Арфа (3. Сантон, 63'), 8. Гатри (15. Гослинг, 76'), 14. Перч, 4. Кабай; 19. Ба, 9. Сиссе (23. Ш. Амеоби, 69'); Запасные, оставшиеся в резерве: 35. Эллиот, 13. Абейд, 29. Вучкич, 32. Дональдсон Капитан команды — Фабрисио Колоччини Тактическая схема: 4-4-2 |                  |         |                                                        |                                                                          |

| Статистика матча       | Статистика матча  | Статистика матча |
| ---------------------- | ----------------- | ---------------- |
| Статистика             | «Ньюкасл Юнайтед» | «Норвич Сити»    |
| Удары в створ ворот    | 10                | 5                |
| Удары мимо ворот       | 5                 | 7                |
| Нарушения правил       | 8                 | 15               |
| Угловые                | 4                 | 5                |
| Положения «вне игры»   | 1                 | 0                |
| Процент владения мячом | 51 %              | 49 %             |

Нападающий Найл Рейнджер был отдан в аренду клубу «Шеффилд Уэнсдей» до конца сезона.
В 30-м туре «Ньюкасл Юнайтед» обыграл «Вест Бромвич Альбион» со счётом 3:1. Все три мяча «Юнайтед» были забиты в первом тайме, Паписс Сиссе сделал дубль, причём оба раза отличившись с передачи Хатема Бен Арфа, который также отметился голом. Примечательно, что в последние 10 минут матча «Вест Бромвич» играл вдесятером — Джеймс Моррисон из-за травмы поле покинул поле, а так как все замены были использованы, то последние минуты матча «дроздам» пришлось доигрывать в меньшинстве.
По ходу матча два игрока «сорок» получили травмы: капитан команды Фабрисио Колоччини получил травму подколенного сухожилия и выбыл на 2 ближайших матча, а у Паписса Сиссе была проблема с ногой, но выяснилось, что это была обычная судорога.
Победив в этой встрече, «Ньюкасл» набрал 1002 очко в Премьер-лиге. Для этого понадобилось провести 684 игры, из которых 272 оказались победными, 186 завершились вничью, а 226 игры были проиграны; разница мячей 984—876 (+108).
| 25 марта 2012 30 тур | Вест Бромвич Альбион                  | 1:3     | Ньюкасл Юнайтед                                                | Уэст-Бромидж                                                  |
| 16:00 BST | Шейн Лонг 52′ · Джеймс Моррисон — 82' | (отчёт) | Паписс Сиссе 6′, 34′ · Хатем Бен Арфа 12′ · Майк Уильямсон 69' | Стадион: Хоторнс Зрителей: 25 049 Судья: Крис Фой (Мерсисайд) |
| Ньюкасл Юнайтед: 26. Крул; 5. Симпсон, 6. Уильямсон, 2. Колоччини ( — 3. Сантон, 46'), 14. Перч; 10. Бен Арфа (23. Ш. Амеоби, 75'), 4. Кабай, 8. Гатри, 18. Гутьеррес; 19. Ба, 9. Сиссе ( — 31. Фергюсон, 79'); · Запасные, оставшиеся в резерве: 35. Эллиот, 13. Абейд, 15. Гослинг, 29. Вучкич · Капитан команды — Фабрисио Колоччини, затем Хонас Гутьеррес · Тактическая схема: 4-4-2 |                                       |         |                                                                |                                                               |

| Статистика матча       | Статистика матча | Статистика матча  |
| ---------------------- | ---------------- | ----------------- |
| Статистика             | «Вест Бромвич»   | «Ньюкасл Юнайтед» |
| Удары в створ ворот    | 6                | 7                 |
| Удары мимо ворот       | 8                | 3                 |
| Нарушения правил       | 10               | 4                 |
| Угловые                | 10               | 4                 |
| Положения «вне игры»   | 5                | 3                 |
| Процент владения мячом | 42 %             | 58 %              |

### Апрель (31—33, 35—36 тур Премьер-лиги)
Шведский вратарь Оле Сёдерберг перешёл в норвежские клуб «Мольде».
Перед матчем с «Ливерпулем» от травм восстановились Шейк Тьоте и Райан Тейлор. В основном составе вышел Тьоте, а Райан Тейлор остался в запасе. Встреча завершилась победой «Ньюкасла» со счётом 2:0, оба гола записал на свой счёт Паписс Сиссе, и вновь обе голевые передачи отдал Хатем Бен Арфа.
На 82-й минуте произошёл эпизод с участием вратаря «Ливерпуля» Пепе Рейной и защитником «Ньюкасла» Джеймсом Перчем, в котором Рейна боднул головой Перча и был удалён с поля за удар, а, так как все замены уже были использованы на ворота встал защитник «Ливерпуля» Хосе Энрике.
Также травму получил Дэнни Гатри, он повредил икроножную мышцу и был заменён на 65-й минуте. В итоге Гатри выбыл на один месяц, в начале мая он восстановился от травмы.
| 1 апреля 2012 31 тур | Ньюкасл Юнайтед                                              | 2:0     | Ливерпуль                                                                 | Ньюкасл-апон-Тайн                                                                    |
| 13:30 BST | Паписс Сиссе 19′, 59′ 30' · Шейк Тьоте 48' · Джеймс Перч 82' | (отчёт) | Энди Кэрролл 10' · Джонджо Шелви 17' · Джон Флэнаган 45' · Пепе Рейна 82' | Стадион: Сент-Джеймс Парк Зрителей: 52 363 Судья: Мартин Аткинсон (Западный Йоркшир) |
| Ньюкасл Юнайтед: 26. Крул; 5. Симпсон, 6. Уильямсон, 14. Перч, 18. Гутьеррес; 8. Гатри ( — 15. Гослинг, 65'), 24. Тьоте, 4. Кабай; 10. Бен Арфа (3. Сантон, 90'), 9. Сиссе (23. Ш. Амеоби, 74'), 19. Ба · Запасные, оставшиеся в резерве: 35. Эллиот, 31. Фергюсон, 16. Р. Тейлор, 29. Вучкич · Капитан команды — Хонас Гутьеррес · Тактическая схема: 4-3-3 |                                                              |         |                                                                           |                                                                                      |

| Статистика матча       | Статистика матча  | Статистика матча |
| ---------------------- | ----------------- | ---------------- |
| Статистика             | «Ньюкасл Юнайтед» | «Ливерпуль»      |
| Удары в створ ворот    | 7                 | 6                |
| Удары мимо ворот       | 4                 | 3                |
| Нарушения правил       | 10                | 11               |
| Угловые                | 3                 | 6                |
| Положения «вне игры»   | 2                 | 5                |
| Процент владения мячом | 52 %              | 48 %             |

Досрочно из аренды из «Милтон-Кинс Донс» вернулся защитник Джеймс Тавернир, в аренде он провёл 7 матчей, в которых отдал 1 голевую передачу. Он оказался в заявке на игру со «Суонси». Также защитник Пол Дамметт продлил арендное соглашение с «Гейтсхедом» до конца сезона.
В стартовом составе на матч со «Суонси Сити» вышел Давиде Сантон, заменивший травмированного Дэнни Гатри. В перерыве матча из-за травмы подколенного сухожилия был заменён Шейк Тьоте; травма оказался незначительной, но Тьоте пропустил домашнюю игру с «Болтоном». Встреча со «Суонси» завершилась победой «Ньюкасла» со счётом 2:0, вновь оба мяча забил Паписс Сиссе, причём оба раза ему ассистировал Йоан Кабай.
| 6 апреля 2012 32 тур | Суонси Сити      | 0:2     | Ньюкасл Юнайтед                           | Суонси                                                               |
| 16:30 BST | Эшли Уильямс 58' | (отчёт) | Паписс Сиссе 5′, 69′ · Майк Уильямсон 39' | Стадион: Либерти Зрителей: 19 874 Судья: Говард Уэбб (Южный Йоркшир) |
| Ньюкасл Юнайтед: 26. Крул; 5. Симпсон, 14. Перч, 6. Уильямсон, 3. Сантон; 4. Кабай (15. Гослинг, 73'), 24. Тьоте ( — 16. Р. Тейлор, 46'), 18. Гутьеррес; 10. Бен Арфа, 9. Сиссе, 19. Ба (31. Фергюсон, 59') · Запасные, оставшиеся в резерве: 35. Эллиот, 34. Тавернир, 13. Абейд, 23. Ш. Амеоби · Капитан команды — Хонас Гутьеррес · Тактическая схема: 4-3-3 |                  |         |                                           |                                                                      |

| Статистика матча       | Статистика матча | Статистика матча  |
| ---------------------- | ---------------- | ----------------- |
| Статистика             | «Суонси Сити»    | «Ньюкасл Юнайтед» |
| Удары в створ ворот    | 13               | 4                 |
| Удары мимо ворот       | 6                | 1                 |
| Нарушения правил       | 10               | 7                 |
| Угловые                | 7                | 0                 |
| Положения «вне игры»   | 0                | 2                 |
| Процент владения мячом | 68 %             | 32 %              |

К игре с «Болтон Уондерерс» восстановился капитан команды Фабрисио Колоччини, в стартовом составе он заменил получившего травму Шейка Тьоте. В центре полузащиты на поле вышел Джеймс Перч. В перерыве матч Перч был заменён на Шейна Фергюсона из-за небольшой травмы. «Ньюкасл» одержал победу над «Болтоном» со счётом 2:0, причём первый гол был забит на 73-й минуте — Хатем Бен Арфа, получив мяч на своей половине поля, стал продвигаться вперёд, обыграв походу 4 игроков и находясь уже в центре штрафной соперника, отправил мяч мимо вратаря «Болтона». Второй гол забил Паписс Сиссе с передачи Шолы Амеоби.
| 9 апреля 2012 33 тур | Ньюкасл Юнайтед                                             | 2:0     | Болтон Уондерерс      | Ньюкасл-апон-Тайн                                                    |
| 15:00 BST | Хонас Гутьеррес 62' · Хатем Бен Арфа 73′ · Паписс Сиссе 83′ | (отчёт) | Найджел Рео-Кокер 66' | Стадион: Сент-Джеймс Парк Зрителей: 52 264 Судья: Майк Джонс (Чешир) |
| Ньюкасл Юнайтед: 26. Крул; 5. Симпсон, 6. Уильямсон, 2. Колоччини, 3. Сантон; 4. Кабай, 14. Перч (31. Фергюсон, 46'), 18. Гутьеррес; 10. Бен Арфа (16. Р. Тейлор, 85'), 9. Сиссе, 19. Ба (23. Ш. Амеоби, 64') Запасные, оставшиеся в резерве: 35. Эллиот, 34. Тавернир, 13. Абейд, 15. Гослинг Капитан команды — Фабрисио Колоччини Тактическая схема: 4-3-3 |                                                             |         |                       |                                                                      |

| Статистика матча       | Статистика матча  | Статистика матча   |
| ---------------------- | ----------------- | ------------------ |
| Статистика             | «Ньюкасл Юнайтед» | «Болтон Уондерерс» |
| Удары в створ ворот    | 4                 | 6                  |
| Удары мимо ворот       | 4                 | 3                  |
| Нарушения правил       | 7                 | 18                 |
| Угловые                | 6                 | 5                  |
| Положения «вне игры»   | 7                 | 2                  |
| Процент владения мячом | 56 %              | 44 %               |

От травмы колена восстановился Леон Бест, пропустивший около 2 месяцев. Также вернулись к тренировкам полузащитники Сильвен Марво, пропустивший около 5 месяцев из-за травмы бедра и паха, и Габриэль Обертан, не игравший с 12 марта 2012 года из-за травмы лодыжки. Бест оказался в заявке на матч против «Сток Сити», но на поле так и не вышел. В стартовом составе появился Шейк Тьоте, пропустивший матч против «Болтона» из-за небольшой травмы подколенного сухожилия. В итоге встреча завершилась со счётом 3:0 в пользу «Ньюкасла». Полузащитник Йоан Кабай сделал дубль, а Паписс Сиссе, отличившийся в этом матче с передачи Кабая, забил в 6-й игре кряду, что не удавалось ни одному игроку в этом сезоне. Также «Ньюкасл» впервые с октября 1996 года одержал 6 побед подряд.
| 21 апреля 2012 35 тур | Ньюкасл Юнайтед                        | 3:0     | Сток Сити                                | Ньюкасл-апон-Тайн                                                                |
| 15:00 BST | Йоан Кабай 14′, 57′ · Паписс Сиссе 18′ | (отчёт) | Уилсон Паласиос 36' · Райан Шоукросс 48' | Стадион: Сент-Джеймс Парк Зрителей: 52 162 Судья: Андре Марринер (Уэст-Мидлендс) |
| Ньюкасл Юнайтед: 26. Крул; 5. Симпсон (15. Гослинг, 82'), 6. Уильямсон, 2. Колоччини, 3. Сантон; 24. Тьоте, 18. Гутьеррес; 10. Бен Арфа, 4. Кабай (14. Перч, 60'), 19. Ба; 9. Сиссе (23. Ш. Амеоби, 69') Запасные, оставшиеся в резерве: 35. Эллиот, 31. Фергюсон, 16. Р. Тейлор, 20. Бест Капитан команды — Фабрисио Колоччини Тактическая схема: 4-2-3-1 |                                        |         |                                          |                                                                                  |

| Статистика матча       | Статистика матча  | Статистика матча |
| ---------------------- | ----------------- | ---------------- |
| Статистика             | «Ньюкасл Юнайтед» | «Сток Сити»      |
| Удары в створ ворот    | 11                | 2                |
| Удары мимо ворот       | 5                 | 5                |
| Нарушения правил       | 8                 | 10               |
| Угловые                | 4                 | 5                |
| Положения «вне игры»   | 3                 | 2                |
| Процент владения мячом | 59 %              | 41 %             |

Капитан «Ньюкасла», Фабрисио Колоччини, вошёл в «команду года» Премьер-лиги по версии ПФА.
На матч с «Уиганом» «Ньюкасл» вышел на поле тем же составом, что и на встречу со «Сток Сити». Игра завершилась поражением «сорок» со счётом 4:0, причём все 4 мяча были забиты «Уиганом» в первом тайме. Это поражение прервало 6-матчевую победную серию «Ньюкасла». По ходу матча Дэнни Симпсон получил травму лодыжки и был вынужден пропустить три заключительные встречи сезона.
| 28 апреля 2012 36 тур | Уиган Атлетик                                                                                               | 4:0     | Ньюкасл Юнайтед   | Уиган                                                        |
| 15:00 BST | Виктор Мозес 13′, 15′ · Антолин Алькарас 19' · Шон Малони 36′ · Джеймс Маккарти 38' · Франко Ди Санто 45+2′ | (отчёт) | Дэнни Симпсон 39' | Стадион: Ди Дабл Ю Зрителей: 22 187 Судья: Майк Дин (Уиррал) |
| Ньюкасл Юнайтед: 26. Крул; 5. Симпсон (14. Перч, 81'), 6. Уильямсон, 2. Колоччини, 3. Сантон; 24. Тьоте, 18. Гутьеррес; 10. Бен Арфа (16. Р. Тейлор, 73'), 4. Кабай (31. Фергюсон, 83'), 19. Ба; 9. Сиссе Запасные, оставшиеся в резерве: 35. Эллиот, 15. Гослинг, 20. Бест, 23. Ш. Амеоби Капитан команды — Фабрисио Колоччини Тактическая схема: 4-2-3-1 | |         |                   |                                                              |

| Статистика матча       | Статистика матча | Статистика матча  |
| ---------------------- | ---------------- | ----------------- |
| Статистика             | «Уиган Атлетик»  | «Ньюкасл Юнайтед» |
| Удары в створ ворот    | 8                | 3                 |
| Удары мимо ворот       | 2                | 8                 |
| Нарушения правил       | 14               | 12                |
| Угловые                | 4                | 1                 |
| Положения «вне игры»   | 3                | 7                 |
| Процент владения мячом | 52 %             | 48 %              |

### Май (34, 37—38 тур Премьер-лиги)
Полузащитник Дэнни Гатри восстановился от травмы икроножной мышцы, полученной 1 апреля в матче против «Ливерпуля». Также Сэмми Амеоби приступил к тренировкам, постепенно восстанавливаясь от травмы колена, из-за которой он не играл с января 2012 года.
По сравнению с двумя прошлыми играми в стартовом составе на перенесённый матч с «Челси» было сделано одно изменение: вместо травмированного Дэнни Симпсона на правом фланге защиты вышел Джеймс Перч. Также в заявке на матч оказались Сильвен Марво и Габриэль Обертан, недавно восстановившиеся после травм. «Ньюкасл» обыграл «Челси» со счётом 2:0, победив на «Стэмфорд Бридж» впервые с 1986 года в высшем дивизионе Англии. Оба гола на свой счёт записал Паписс Сиссе, тем самым забив 13 мячей в 12 играх. Первый гол был забит Сиссе на 19-й минуте: после паса Сантона с левого фланга Сиссе принял мяч одной ногой, слегка подбросив его, а другой нанёс неотразимый удар в дальний верхний угол ворот Чеха. Второй гол пришёлся на 4-ю добавленную ко второму тайму минуту матча: после вброса аута на левом фланге Шола Амеоби скинул мяч грудью Паписсу Сиссе, который, стоя в 30 метрах у ворот почти у боковой линии, слёта отправил мяч по дуге в дальнюю «девятку». Позднее этот гол признали «голом сезона». Сыграв на ноль в этом матче, Тим Крул записал на свой счёт 15 «сухую» игру.
| 2 мая 2012 (PP) 34 тур | Челси | 0:2     | Ньюкасл Юнайтед                                                       | Лондон                                                                |
| 19:45 BST |       | (отчёт) | Шейк Тьоте 4' · Паписс Сиссе 19′, 94′ · Йоан Кабай 56' · Тим Крул 91' | Стадион: Стэмфорд Бридж Зрителей: 41 559 Судья: Марк Халси (Ланкашир) |
| Ньюкасл Юнайтед: 26. Крул; 14. Перч, 6. Уильямсон, 2. Колоччини, 3. Сантон; 10. Бен Арфа (25. Обертан, 87'), 24. Тьоте (16. Р. Тейлор, 63'), 4. Кабай, 18. Гутьеррес; 19. Ба (23. Ш Амеоби, 74'), 9. Сиссе Запасные, оставшиеся в резерве: 35. Эллиот, 31. Фергюсон, 15. Гослинг, 22. Марво Капитан команды — Фабрисио Колоччини Тактическая схема: 4-4-2 |       |         |                                                                       |                                                                       |

| Статистика матча       | Статистика матча | Статистика матча  |
| ---------------------- | ---------------- | ----------------- |
| Статистика             | «Челси»          | «Ньюкасл Юнайтед» |
| Удары в створ ворот    | 6                | 6                 |
| Удары мимо ворот       | 11               | 6                 |
| Нарушения правил       | 9                | 5                 |
| Угловые                | 4                | 4                 |
| Положения «вне игры»   | 3                | 4                 |
| Процент владения мячом | 52 %             | 48 %              |

Перед последней домашней встречей около юго-западной части стадиона «Сент-Джеймс Парк» была установлена 3-метровая бронзовая статуя бывшему главному тренеру «Ньюкасла» сэру Бобби Робсону, руководившему командой в течение 5 лет в период с 1999 по 2004 год.
На матч с лидером чемпионата «Манчестер Сити» «Ньюкасл» вышел на поле тем же составом, что и на игру против «Челси». «Сороки» проиграли «горожанам» со счётом 2:0, оба гола у «Сити» забил полузащитник Яя Туре. На игре присутствовало 52 389 зрителей, что является рекордной посещаемостью стадиона «Сент-Джеймс Парк» в истории Премьер-лиги и самой высокой с 1976 года.
«Манчестер Сити» стал единственной командой, дважды обыгравшей «Ньюкасл» по ходу сезона.
| 6 мая 2012 37 тур | Ньюкасл Юнайтед                                                           | 0:2     | Манчестер Сити                                              | Ньюкасл-апон-Тайн                                                             |
| 13:30 BST | Хатем Бен Арфа 26' · Шейк Тьоте 32' · Джеймс Перч 36' · Шейн Фергюсон 80' | (отчёт) | Гарет Барри 29' · Яя Туре 38' 70′, 89′ · Пабло Сабалета 79' | Стадион: Сент-Джеймс Парк Зрителей: 52 389 Судья: Говард Уэбб (Южный Йоркшир) |
| Ньюкасл Юнайтед: 26. Крул; 14. Перч (31. Фергюсон, 74'), 6. Уильямсон, 2. Колоччини, 3. Сантон; 10. Бен Арфа (23. Ш Амеоби, 74'), 24. Тьоте (16. Р. Тейлор, 82'), 4. Кабай, 18. Гутьеррес; 19. Ба, 9. Сиссе Запасные, оставшиеся в резерве: 35. Эллиот, 15. Гослинг, 22. Марво, 25. Обертан Капитан команды — Фабрисио Колоччини Тактическая схема: 4-4-2 |                                                                           |         |                                                             |                                                                               |

| Статистика матча       | Статистика матча  | Статистика матча |
| ---------------------- | ----------------- | ---------------- |
| Статистика             | «Ньюкасл Юнайтед» | «Манчестер Сити» |
| Удары в створ ворот    | 9                 | 12               |
| Удары мимо ворот       | 5                 | 7                |
| Нарушения правил       | 12                | 7                |
| Угловые                | 2                 | 6                |
| Положения «вне игры»   | 1                 | 3                |
| Процент владения мячом | 46 %              | 54 %             |

Главный тренер команды, Алан Пардью, был признан «тренером сезона» английской Премьер-лиги, а также получил награду от «Ассоциации тренеров Великобритании» (The League Managers Association, LMA) и звание «тренер года» в Англии.
В заключительном туре «Ньюкасл» уступил «Эвертону» со счётом 3:1 и финишировал на 5-м месте в турнирной таблице чемпионата, дающим право участвовать в Лиге Европы на следующий сезон. Примечательно, что в последней игре сезона клуб сыграл в новой гостевой форме.
Вратарь Тим Крул сыграл во всех 38 играх в Премьер-лиге, Хонас Гутьеррес провёл на одну игру меньше из-за дисквалификации.
Сравнение трёх последних сезонов в Премьер-лиге:
2008/09: «Ньюкасл» после 38 игр: 34 очка, 18-е место (забито 40, пропущено 59)

2010/11: «Ньюкасл» после 38 игр: 46 очка, 12-е место (забито 56, пропущено 57)

2011/12: «Ньюкасл» после 38 игр: 65 очка, 5-е место (забито 56, пропущено 51)
| 13 мая 2012 38 тур | Эвертон                                                                                           | 3:1     | Ньюкасл Юнайтед                          | Ливерпуль                                                                    |
| 15:00 BST | Стивен Пинар 16′ · Никица Елавич 27′ · Лейтон Бейнс 45+4' · Джон Хейтинга 7' 65′ · Тим Кэхилл 95' | (отчёт) | Шейк Тьоте 10' · Тони Хибберт 73′ (авт.) | Стадион: Гудисон Парк Зрителей: 39 517 Судья: Андре Марринер (Уэст-Мидлендс) |
| Эвертон: 26. Крул; 14. Перч (22. Марво, 46'), 6. Уильямсон, 2. Колоччини, 3. Сантон (16. Р. Тейлор, 46'); 10. Бен Арфа, 24. Тьоте (23. Ш Амеоби, 81'), 4. Кабай, 18. Гутьеррес; 9. Сиссе, 19. Ба Запасные, оставшиеся в резерве: 35. Эллиот, 31. Фергюсон, 15. Гослинг, 25. Обертан Капитан команды — Фабрисио Колоччини Тактическая схема: 4-4-2 |                                                                                                   |         |                                          |                                                                              |

| Статистика матча       | Статистика матча | Статистика матча  |
| ---------------------- | ---------------- | ----------------- |
| Статистика             | «Эвертон»        | «Ньюкасл Юнайтед» |
| Удары в створ ворот    | 11               | 5                 |
| Удары мимо ворот       | 6                | 6                 |
| Нарушения правил       | 15               | 16                |
| Угловые                | 4                | 3                 |
| Положения «вне игры»   | 2                | 1                 |
| Процент владения мячом | 47 %             | 53 %              |

### Результаты по турам
| Тур   | 01 | 02 | 03 | 04 | 05 | 06 | 07 | 08 | 09 | 10 | 11 | 12 | 13 | 14 | 15 | 16 | 17 | 18 | 19 | 20 | 21 | 22 | 23 | 24 | 25 | 26 | 27 | 28 | 29 | 30 | 31 | 32 | 33 | 34 | 35 | 36 | 37 | 38 |
| ----- | -- | -- | -- | -- | -- | -- | -- | -- | -- | -- | -- | -- | -- | -- | -- | -- | -- | -- | -- | -- | -- | -- | -- | -- | -- | -- | -- | -- | -- | -- | -- | -- | -- | -- | -- | -- | -- | -- |
| Поле  | Д  | В  | Д  | В  | В  | Д  | В  | Д  | Д  | В  | Д  | В  | В  | Д  | В  | Д  | Д  | В  | В  | Д  | Д  | В  | В  | Д  | В  | Д  | Д  | В  | Д  | В  | Д  | В  | Д  | В  | Д  | В  | Д  | В  |
| Итог  | Н  | В  | В  | Н  | Н  | В  | В  | Н  | В  | В  | В  | П  | Н  | П  | П  | Н  | П  | В  | П  | В  | В  | П  | В  | В  | П  | Н  | Н  | П  | В  | В  | В  | В  | В  | В  | В  | П  | П  | П  |
| Место | 10 | 7  | 6  | 4  | 4  | 4  | 4  | 4  | 4  | 3  | 3  | 4  | 4  | 6  | 7  | 7  | 7  | 7  | 7  | 7  | 6  | 6  | 5  | 5  | 6  | 6  | 6  | 6  | 6  | 6  | 6  | 6  | 5  | 5  | 4  | 5  | 5  | 5  |

Последнее обновление: 17 августа 2012.
Источник: Fixtures and Results

Поле: Д = дома; В = на выезде. Итог: Н = ничья; П = команда проиграла; В = команда выиграла; О = матч отложен.

### Статистика выступлений в Премьер-лиге
| Итого | Итого | Итого | Итого | Итого | Итого | Итого | Итого | Дома | Дома | Дома | Дома | Дома | Дома | На выезде | На выезде | На выезде | На выезде | На выезде | На выезде |
| И     | О     | В     | Н     | П     | МЗ    | МП    | РМ    | В    | Н    | П    | МЗ   | МП   | РМ   | В         | Н         | П         | МЗ        | МП        | РМ        |
| ----- | ----- | ----- | ----- | ----- | ----- | ----- | ----- | ---- | ---- | ---- | ---- | ---- | ---- | --------- | --------- | --------- | --------- | --------- | --------- |
| 38    | 65    | 19    | 8     | 11    | 56    | 51    | +5    | 11   | 5    | 3    | 29   | 17   | +12  | 8         | 3         | 8         | 27        | 34        | −7        |

Источник: Barclays Premier League Архивная копия от 29 марта 2010 на Wayback Machine

### Турнирная таблица
| Поз | Команда           | И  | В  | Н  | П  | МЗ | МП | РМ  | О  | Квалификация или выбывание                        |
| --- | ----------------- | -- | -- | -- | -- | -- | -- | --- | -- | ------------------------------------------------- |
| 3   | Арсенал           | 38 | 21 | 7  | 10 | 74 | 49 | +25 | 70 | Квалификация в групповой этап Лиги чемпионов УЕФА |
| 4   | Тоттенхэм Хотспур | 38 | 20 | 9  | 9  | 66 | 41 | +25 | 69 | Квалификация в групповой этап Лиги Европы УЕФА    |
| 5   | Ньюкасл Юнайтед   | 38 | 19 | 8  | 11 | 56 | 51 | +5  | 65 | Квалификация в раунд плей-офф Лиги Европы УЕФА    |
| 6   | Челси             | 38 | 18 | 10 | 10 | 65 | 46 | +19 | 64 | Квалификация в групповой этап Лиги чемпионов УЕФА |
| 7   | Эвертон           | 38 | 15 | 11 | 12 | 50 | 40 | +10 | 56 |                                                   |

1. ↑  Первоначально «Тоттенхэм Хотспур» должен был сыграть в Лиге чемпионов следующего сезона как команда, занявшая в Премьер-лиге четвёртое место. Однако после победы «Челси» в Лиге чемпионов текущего сезона «синие» автоматически квалифицировались в Лигу чемпионов следующего сезона как действующие победители турнира. Так как по имевшимся на тот момент правилам ни одна ассоциация не могла иметь более четырёх команд в Лиге чемпионов УЕФА, «Тоттенхэм Хотспур» был лишён права выступать в этом турнире и вместо этого приглашён в групповой этап Лиги Европы.
2. ↑  «Челси» квалифицировался в групповой этап Лиги чемпионов УЕФА в качестве действующего победителя турнира.

## Достижения
| Футболист          | Награда                                            | Прим.   |
| ------------------ | -------------------------------------------------- | ------- |
| Алан Пардью        | Тренер сезона английской Премьер-лиги              | [ 348 ] |
| Алан Пардью        | Тренер года по версии LMA                          | [ 349 ] |
| Демба Ба           | Игрок месяца АПЛ в декабре                         | [ 249 ] |
| Райан Тейлор       | Гол месяца в ноябре по версии MOTD и журнала Match | [ 172 ] |
| Хатем Бен Арфа     | Игрок 3-го раунда Кубка Англии                     | [ 255 ] |
| Демба Ба           | Лучшее приобретение сезона по версии тренеров АПЛ  | [ 309 ] |
| Фабрисио Колоччини | Футболист года в Северо-Восточной Англии           | [ 118 ] |
| Фабрисио Колоччини | Член «команды года» Премьер-лиги по версии ПФА     | [ 336 ] |
| Паписс Сиссе       | Гол сезона по версии MOTD                          | [ 351 ] |

## Статистика

### Стартовый состав
| Тактическая схема | Премьер-лига                                            | Кубок Англии  | Кубок Лиги    | Всего |
| ----------------- | ------------------------------------------------------- | ------------- | ------------- | ----- |
| 4—4—2             | 25 (1, 3—11, 15—18, 20—21, 24—27, 29—30, 34, 37—38 тур) | —             | 1 (2-й раунд) | 26    |
| 4—4—1—1           | 5 (12—14, 19, 28 тур)                                   | 1 (3-й раунд) | 1 (4-й раунд) | 7     |
| 4—2—3—1           | 5 (2, 22—23, 35—36 тур)                                 | 1 (4-й раунд) | 1 (3-й раунд) | 7     |
| 4—3—3             | 3 (31—33 тур)                                           | —             | —             | 3     |

| №  | Имя                | Матчей в качестве капитана                                 |
| -- | ------------------ | ---------------------------------------------------------- |
| 2  | Фабрисио Колоччини | 39 (1—14, 16—30, 33—38 тур ПЛ, 3-й раунд КА, 2—4 раунд КЛ) |
| 18 | Хонас Гутьеррес    | 3 (15, 31—32 тур ПЛ)                                       |
| 23 | Шола Амеоби        | 1 (4-й раунд КА)                                           |

#### Наиболее частый стартовый состав
| №  | Позиция         | Имя                | Матчей | Примечания                  |
| -- | --------------- | ------------------ | ------ | --------------------------- |
| 26 | Вратарь         | Тим Крул           | 42     | у Эллиота 1 матч            |
| 5  | Правый защ.     | Дэнни Симпсон      | 40     |                             |
| 6  | Центр. защ.     | Майк Уильямсон     | 24     | у Стивена Тейлора 14 матчей |
| 2  | Центр. защ.     | Фабрисио Колоччини | 39     | у Перча 16 матчей           |
| 16 | Левый защ.      | Райан Тейлор       | 24     | у Сантона 22 матча          |
| 10 | Правый полузащ. | Хатем Бен Арфа     | 20     | у Обертана 19 матчей        |
| 4  | Центр. полузащ. | Йоан Кабай         | 38     | у Гослинга 3 матча          |
| 24 | Центр. полузащ. | Шейк Тьоте         | 24     | у Гатри 16 матчей           |
| 18 | Левый полузащ.  | Хонас Гутьеррес    | 40     | у Лёвенкранса 4 матча       |
| 20 | Нап.            | Леон Бест          | 19     | у Сиссе 13 матчей           |
| 19 | Нап.            | Демба Ба           | 34     | у Шолы Амеоби 9 матчей      |

### Матчи, голы и голевые передачи
В графе «Матчи» указаны выходы в стартовом составе, в скобках указаны выходы на замену. В графе «Голы» после знака − для вратарей указаны пропущенные мячи.
В графе «ГП» (Голевые передачи) не учитываются пенальти и штрафные удары, «заработанные» игроком, которые впоследствии привели к голу. Также не учитываются передачи игроков, после которых футболист противоположной команды коснулся мяча.
| №  | Позиция | Имя                    | Премьер-лига | Премьер-лига | Премьер-лига | Кубок Англии | Кубок Англии | Кубок Англии | Кубок Лиги | Кубок Лиги | Кубок Лиги | Всего   | Всего | Всего |
| №  | Позиция | Имя                    | Матчи        | ГП           | Голы         | Матчи        | ГП           | Голы         | Матчи      | ГП         | Голы       | Матчи   | ГП    | Голы  |
| -- | ------- | ---------------------- | ------------ | ------------ | ------------ | ------------ | ------------ | ------------ | ---------- | ---------- | ---------- | ------- | ----- | ----- |
| 1  | Вр      | Стивен Харпер          | 0            | 0            | 0            | —            | —            | —            | —          | —          | —          | 0       | 0     | 0     |
| 2  | Защ     | Фабрисио Колоччини (к) | 35           | 0            | 0            | 1            | 0            | 0            | 3          | 0          | 1          | 39      | 0     | 1     |
| 3  | Защ     | Давиде Сантон          | 19 (5)       | 1            | 0            | 2            | 0            | 0            | 1          | 0          | 0          | 22 (5)  | 1     | 0     |
| 4  | Пз      | Йоан Кабай             | 34           | 7            | 4            | 2            | 0            | 0            | 2          | 1          | 1          | 38      | 8     | 5     |
| 5  | Защ     | Дэнни Симпсон          | 35           | 1            | 0            | 2            | 0            | 0            | 3          | 0          | 1          | 40      | 1     | 1     |
| 6  | Защ     | Майк Уильямсон         | 21 (1)       | 1            | 0            | 2            | 0            | 0            | 1          | 0          | 0          | 24 (1)  | 1     | 0     |
| 7  | Пз      | Джои Бартон            | 2            | 0            | 0            | —            | —            | —            | —          | —          | —          | 2       | 0     | 0     |
| 8  | Пз      | Дэнни Гатри            | 13 (3)       | 0            | 1            | 1            | 0            | 0            | 2          | 0          | 1          | 16 (3)  | 0     | 2     |
| 9  | Нап     | Паписс Сиссе           | 13 (1)       | 1            | 13           | —            | —            | —            | —          | —          | —          | 13 (1)  | 1     | 13    |
| 10 | Пз      | Хатем Бен Арфа         | 16 (10)      | 6            | 5            | 2            | 0            | 1            | 2          | 0          | 0          | 20 (10) | 6     | 6     |
| 11 | Нап     | Петер Лёвенкранс       | 2 (7)        | 1            | 0            | 0            | 0            | 0            | 2 (1)      | 0          | 3          | 4 (8)   | 1     | 3     |
| 13 | Пз      | Мехди Абейд            | 0            | 0            | 0            | 1            | 0            | 0            | 1          | 0          | 0          | 2       | 0     | 0     |
| 14 | Защ     | Джеймс Перч            | 13 (12)      | 0            | 0            | 1            | 0            | 0            | 2          | 0          | 0          | 16 (12) | 0     | 0     |
| 15 | Пз      | Дэн Гослинг            | 1 (11)       | 0            | 1            | 0 (2)        | 0            | 0            | 2          | 0          | 0          | 3 (13)  | 0     | 1     |
| 16 | Защ     | Райан Тейлор           | 23 (8)       | 6            | 2            | 0 (2)        | 0            | 0            | 1          | 0          | 1          | 24 (10) | 6     | 3     |
| 17 | Пз      | Алан Смит              | 0 (2)        | 0            | 0            | —            | —            | —            | 0          | 0          | 0          | 0 (2)   | 0     | 0     |
| 18 | Пз      | Хонас Гутьеррес        | 37           | 3            | 2            | 2            | 0            | 1            | 1          | 0          | 0          | 40      | 3     | 3     |
| 19 | Нап     | Демба Ба               | 32 (2)       | 2            | 16           | —            | —            | —            | 2          | 0          | 0          | 34 (2)  | 2     | 16    |
| 20 | Нап     | Леон Бест              | 16 (2)       | 2            | 4            | 2            | 1            | 0            | 1          | 0          | 0          | 19 (2)  | 3     | 4     |
| 21 | Вр      | Фрейзер Форстер        | 0            | 0            | 0            | —            | —            | —            | —          | —          | —          | 0       | 0     | 0     |
| 22 | Пз      | Сильвен Марво          | 1 (6)        | 1            | 0            | —            | —            | —            | 3          | 1          | 0          | 4 (6)   | 2     | 0     |
| 23 | Нап     | Шола Амеоби            | 8 (19)       | 4            | 2            | 1 (1)        | 0            | 0            | 0 (1)      | 0          | 0          | 9 (21)  | 4     | 2     |
| 24 | Пз      | Шейк Тьоте             | 24           | 1            | 0            | —            | —            | —            | —          | —          | —          | 24      | 1     | 0     |
| 25 | Пз      | Габриэль Обертан       | 18 (5)       | 3            | 1            | 1            | 0            | 0            | 0 (2)      | 1          | 0          | 19 (7)  | 4     | 1     |
| 26 | Вр      | Тим Крул               | 38           | 1            | −51          | 2            | 0            | −2           | 2          | 0          | −5         | 42      | 1     | −58   |
| 27 | Защ     | Стивен Тейлор          | 14           | 0            | 0            | —            | —            | —            | 0 (1)      | 0          | 0          | 14 (1)  | 0     | 0     |
| 28 | Нап     | Сэмми Амеоби           | 1 (9)        | 0            | 0            | 0            | 0            | 0            | 0 (3)      | 0          | 1          | 1 (12)  | 0     | 1     |
| 29 | Пз      | Харис Вучкич           | 2 (2)        | 0            | 0            | 0            | 0            | 0            | 0 (1)      | 0          | 0          | 2 (3)   | 0     | 0     |
| 30 | Нап     | Найл Рейнджер          | —            | —            | —            | —            | —            | —            | 0          | 0          | 0          | 0       | 0     | 0     |
| 31 | Защ     | Шейн Фергюсон          | 0 (7)        | 0            | 0            | 0 (1)        | 0            | 0            | 1          | 0          | 0          | 1 (8)   | 0     | 0     |
| 32 | Пз      | Райан Дональдсон       | 0            | 0            | 0            | —            | —            | —            | —          | —          | —          | 0       | 0     | 0     |
| 33 | Вр      | Оле Сёдерберг          | 0            | 0            | 0            | —            | —            | —            | 0          | 0          | 0          | 0       | 0     | 0     |
| 34 | Защ     | Джеймс Тавернир        | 0            | 0            | 0            | —            | —            | —            | —          | —          | —          | 0       | 0     | 0     |
| 35 | Вр      | Роб Эллиот             | 0            | 0            | 0            | 0            | 0            | 0            | 1          | 0          | −3         | 1       | 0     | −3    |
| 37 | Защ     | Пол Дамметт            | —            | —            | —            | —            | —            | —            | 0          | 0          | 0          | 0       | 0     | 0     |
| 38 | Защ     | Джефф Хендерсон        | —            | —            | —            | —            | —            | —            | 0          | 0          | 0          | 0       | 0     | 0     |
| 40 | Защ     | Тамаш Кадар            | —            | —            | —            | 0            | 0            | 0            | —          | —          | —          | 0       | 0     | 0     |

Источник: Stats — Season 2011/12 — Assists

### Удары
В графе «Удары» указано количество ударов в створ ворот, в скобках указано количество ударов мимо ворот.
| №     | Позиция | Имя                | Премьер-лига | Премьер-лига | Кубок Англии | Кубок Англии | Кубок Лиги | Кубок Лиги | Всего | Всего     |
| №     | Позиция | Имя                | Голы         | Удары        | Голы         | Удары        | Голы       | Удары      | Голы  | Удары     |
| ----- | ------- | ------------------ | ------------ | ------------ | ------------ | ------------ | ---------- | ---------- | ----- | --------- |
| 19    | Нап     | Демба Ба           | 16           | 58 (33)      | —            | —            | 0          | 1 (3)      | 16    | 59 (36)   |
| 4     | Пз      | Йоан Кабай         | 4            | 26 (24)      | 0            | 4 (2)        | 1          | 3 (3)      | 5     | 33 (29)   |
| 9     | Нап     | Паписс Сиссе       | 13           | 25 (15)      | —            | —            | —          | —          | 13    | 25 (15)   |
| 16    | Защ     | Райан Тейлор       | 2            | 22 (19)      | 0            | 0 (1)        | 1          | 1 (1)      | 3     | 23 (21)   |
| 18    | Пз      | Хонас Гутьеррес    | 2            | 22 (15)      | 1            | 3 (1)        | 0          | 0          | 3     | 25 (16)   |
| 10    | Пз      | Хатем Бен Арфа     | 5            | 16 (15)      | 1            | 3            | 0          | 0          | 6     | 19 (15)   |
| 20    | Нап     | Леон Бест          | 4            | 12 (9)       | 0            | 2 (2)        | 0          | 2 (4)      | 4     | 16 (15)   |
| 23    | Нап     | Шола Амеоби        | 2            | 16 (8)       | 0            | 3 (2)        | 0          | 2          | 2     | 21 (10)   |
| 24    | Пз      | Шейк Тьоте         | 0            | 13 (9)       | —            | —            | —          | —          | 0     | 13 (9)    |
| 8     | Пз      | Дэнни Гатри        | 1            | 8 (4)        | 0            | 1 (1)        | 1          | 2 (1)      | 2     | 11 (6)    |
| 25    | Пз      | Габриэль Обертан   | 1            | 7 (12)       | 0            | 0            | 0          | 0 (1)      | 1     | 7 (13)    |
| 11    | Нап     | Петер Лёвенкранс   | 0            | 1 (2)        | 0            | 0            | 3          | 6 (2)      | 3     | 7 (4)     |
| 2     | Защ     | Фабрисио Колоччини | 0            | 5 (9)        | 0            | 0 (1)        | 1          | 1 (2)      | 1     | 6 (12)    |
| 28    | Нап     | Сэмми Амеоби       | 0            | 5 (1)        | 0            | 0            | 1          | 1 (2)      | 1     | 6 (3)     |
| 15    | Пз      | Дэн Гослинг        | 1            | 4 (2)        | 0            | 0            | 0          | 1 (2)      | 1     | 5 (4)     |
| 6     | Защ     | Майк Уильямсон     | 0            | 3 (4)        | 0            | 1 (2)        | 0          | 0          | 0     | 4 (6)     |
| 5     | Защ     | Дэнни Симпсон      | 0            | 1 (2)        | 0            | 1            | 1          | 1          | 1     | 3 (2)     |
| 29    | Пз      | Харис Вучкич       | 0            | 2 (4)        | 0            | 0            | 0          | 1 (1)      | 0     | 3 (5)     |
| 3     | Защ     | Давиде Сантон      | 0            | 4            | 0            | 0            | 0          | 0          | 0     | 4         |
| 14    | Защ     | Джеймс Перч        | 0            | 2            | 0            | 0            | 0          | 1          | 0     | 3         |
| 7     | Пз      | Джои Бартон        | 0            | 2 (2)        | —            | —            | —          | —          | 0     | 2 (2)     |
| 22    | Пз      | Сильвен Марво      | 0            | 0 (1)        | —            | —            | 0          | 1 (3)      | 0     | 1 (4)     |
| 16    | Защ     | Стивен Тейлор      | 0            | 1 (2)        | —            | —            | 0          | 0          | 0     | 1 (2)     |
| 13    | Пз      | Мехди Абейд        | 0            | 0            | 0            | 0 (1)        | 0          | 1          | 0     | 1 (1)     |
|       |         | Автоголы           | 5            | —            | —            | —            | —          | —          | 5     | —         |
| Итого | Итого   | Итого              | 56           | 255 (192)    | 2            | 18 (13)      | 9          | 25 (25)    | 67    | 298 (230) |

Источник: Stats — Season 2011/12 — Shooting

### Дисциплинарные показатели
| Позиция | Номер | Страна            | Имя                | Премьер-лига | Премьер-лига | Премьер-лига | Кубок Англии | Кубок Англии | Кубок Англии | Кубок Лиги   | Кубок Лиги | Кубок Лиги | Всего        | Всего  | Всего    |
| Позиция | Номер | Страна            | Имя                | Предупреждён | Фолы         | Red card     | Предупреждён | Фолы         | Red card     | Предупреждён | Фолы       | Red card   | Предупреждён | Фолы   | Red card |
| Пз      | 24    | Кот-д’Ивуар       | Шейк Тьоте         | 11           | 57           | 0            | —            | —            | —            | —            | —          | —          | 11           | 57     | 0        |
| Пз      | 4     | Франция           | Йоан Кабай         | 6            | 31 (1)       | 0            | 0            | 4            | 0            | 1            | 5          | 0          | 7            | 40 (1) | 0        |
| Пз      | 18    | Аргентина         | Хонас Гутьеррес    | 5            | 31           | 1            | 1            | 3            | 0            | 0            | 1          | 0          | 6            | 35     | 1        |
| Защ     | 5     | Англия            | Дэнни Симпсон      | 7            | 24 (1)       | 0            | 1            | 3            | 0            | 0            | 5          | 0          | 8            | 32 (1) | 0        |
| Нап     | 23    | Англия            | Шола Амеоби        | 3            | 34           | 0            | 0            | 0            | 0            | 0            | 1          | 0          | 3            | 35     | 0        |
| Защ     | 2     | Аргентина         | Фабрисио Колоччини | 2            | 27           | 0            | 0            | 0            | 0            | 2            | 5          | 0          | 4            | 32     | 0        |
| Защ     | 16    | Англия            | Райан Тейлор       | 5            | 20 (1)       | 0            | 0            | 0            | 0            | 0            | 2          | 0          | 5            | 22 (1) | 0        |
| Защ     | 14    | Англия            | Джеймс Перч        | 3            | 19           | 0            | 0            | 0            | 0            | 0            | 4          | 0          | 3            | 23     | 0        |
| Нап     | 20    | Ирландия          | Леон Бест          | 2            | 22           | 0            | 0            | 1            | 0            | 0            | 2          | 0          | 2            | 25     | 0        |
| Нап     | 19    | Сенегал           | Демба Ба           | 1            | 22 (1)       | 0            | —            | —            | —            | 0            | 3          | 0          | 1            | 25 (1) | 0        |
| Защ     | 6     | Англия            | Майк Уильямсон     | 4            | 14 (1)       | 0            | 1            | 1            | 0            | 0            | 1          | 0          | 5            | 16 (1) | 0        |
| Пз      | 8     | Англия            | Дэнни Гатри        | 3            | 10           | 0            | 0            | 0            | 0            | 1            | 3          | 0          | 4            | 13     | 0        |
| Пз      | 10    | Франция           | Хатем Бен Арфа     | 2            | 14 (1)       | 0            | 0            | 2            | 0            | 0            | 1          | 0          | 2            | 17 (1) | 0        |
| Защ     | 3     | Италия            | Давиде Сантон      | 1            | 11 (1)       | 0            | 0            | 0            | 0            | 0            | 2          | 0          | 1            | 13 (1) | 0        |
| Пз      | 15    | Англия            | Дэн Гослинг        | 2            | 5            | 1            | 0            | 0            | 0            | 0            | 2          | 0          | 2            | 7      | 1        |
| Защ     | 27    | Англия            | Стивен Тейлор      | 1            | 9 (1)        | 0            | —            | —            | —            | 1            | 1          | 0          | 2            | 10 (1) | 0        |
| Нап     | 9     | Сенегал           | Паписс Сиссе       | 1            | 12           | 0            | —            | —            | —            | —            | —          | —          | 1            | 12     | 0        |
| Вр      | 26    | Нидерланды        | Тим Крул           | 4            | 1 (1)        | 0            | 0            | 0            | 0            | 1            | 1 (1)      | 0          | 5            | 2 (2)  | 0        |
| Защ     | 31    | Северная Ирландия | Шейн Фергюсон      | 1            | 2            | 0            | 0            | 1            | 0            | 1            | 1          | 0          | 2            | 4      | 0        |
| Нап     | 28    | Англия            | Сэмми Амеоби       | 0            | 3            | 0            | 0            | 0            | 0            | 1            | 3          | 0          | 1            | 6      | 0        |
| Пз      | 25    | Франция           | Габриэль Обертан   | 0            | 7            | 0            | 0            | 0            | 0            | 0            | 0          | 0          | 0            | 7      | 0        |
| Пз      | 13    | Алжир             | Мехди Абейд        | 0            | 0            | 0            | 0            | 2            | 0            | 1            | 2          | 0          | 1            | 4      | 0        |
| Пз      | 7     | Англия            | Джои Бартон        | 2            | 1            | 0            | —            | —            | —            | —            | —          | —          | 2            | 1      | 0        |
| Нап     | 11    | Дания             | Петер Лёвенкранс   | 0            | 4            | 0            | 0            | 0            | 0            | 0            | 1          | 0          | 0            | 5      | 0        |
| Пз      | 17    | Англия            | Алан Смит          | 1            | 1            | 0            | —            | —            | —            | 0            | 0          | 0          | 1            | 1      | 0        |
| Пз      | 29    | Словения          | Харис Вучкич       | 0            | 3            | 0            | 0            | 0            | 0            | 0            | 0          | 0          | 0            | 3      | 0        |
| Пз      | 22    | Франция           | Сильвен Марво      | 0            | 0            | 0            | —            | —            | —            | 0            | 1          | 0          | 0            | 1      | 0        |
| Итого   | Итого | Итого             | Итого              | 67           | 384          | 2            | 3            | 17           | 0            | 9            | 47         | 0          | 79           | 448    | 2        |

Источник: Stats — Season 2011/12 — Discipline

### Общая статистика
| Сыграно матчей          | 43 (38 Премьер-лига, 2 Кубок Англии, 3 Кубок Лиги)                                                      |
| Победы                  | 22 (19 Премьер-лига, 1 Кубок Англии, 2 Кубок Лиги)                                                      |
| Ничьи                   | 8 (все — Премьер-лига)                                                                                  |
| Поражения               | 13 (11 Премьер-лига, 1 Кубок Англии, 1 Кубок Лиги)                                                      |
| Забито мячей            | 67 |
| Пропущено мячей         | 61 |
| Разница мячей           | +6 |
| Матчей на ноль          | 15 |
| Желтых карточек         | 79 |
| Удаления                | 2 |
| Худшая дисциплина       | Шейк Тьоте (11 , 57 фолов)                                                                              |
| Лучший счёт             | 3:0 (Д) против «Манчестер Юнайтед» — Премьер-лига, 4 января 2012                                        |
| Худший счёт             | 5:0 (В) против «Тоттенхэм Хотспур» — Премьер-лига, 11 февраля 2012                                      |
| Наибольшее число матчей | Тим Крул (42 матча)                                                                                     |
| Лучший бомбардир        | Демба Ба (16 голов)                                                                                     |
| Очки                    | Всего: 74/129 (57,4 %), Премьер-лига: 65/114 (57 %), Кубок Англия: 3/6 (50 %), Кубок Лиги: 6/9 (66,7 %) |

## Трансферы

### Пришли в клуб
| Дата            | Поз. | Имя              | Из клуба                           | Сумма           | Ссылка  |
| --------------- | ---- | ---------------- | ---------------------------------- | --------------- | ------- |
| 10 июня 2011    | Пз   | Йоан Кабай       | Лилль                              | 4,5 млн £       | [ 12 ]  |
| 17 июня 2011    | Нап  | Демба Ба         | Свободный агент                    | бесплатно       | [ 16 ]  |
| 1 июля 2011     | Пз   | Сильвен Марво    | Ренн (формально — свободный агент) | бесплатно       | [ 13 ]  |
| 1 июля 2011     | Пз   | Мехди Абейд      | Ланс (формально — свободный агент) | бесплатно       | [ 14 ]  |
| 9 августа 2011  | Пз   | Габриэль Обертан | Манчестер Юнайтед                  | не разглашается | [ 15 ]  |
| 30 августа 2011 | Защ  | Давиде Сантон    | Интернационале                     | не разглашается | [ 82 ]  |
| 30 августа 2011 | Вр   | Роб Эллиот       | Чарльтон Атлетик                   | не разглашается | [ 81 ]  |
| 17 января 2012  | Нап  | Паписс Сиссе     | Фрайбург                           | ~8 млн £        | [ 264 ] |

### Ушли из клуба
| Дата             | Поз. | Имя                   | В клуб                   | Сумма           | Ссылка  |
| ---------------- | ---- | --------------------- | ------------------------ | --------------- | ------- |
| 25 мая 2011      | Защ  | Сол Кэмпбелл          | Свободный агент          | бесплатно       | [ 7 ]   |
| 25 мая 2011      | Нап  | Шефки Кучи            | Свободный агент          | бесплатно       | [ 7 ]   |
| 16 июня 2011     | Пз   | Кевин Нолан           | Вест Хэм Юнайтед         | не разглашается | [ 8 ]   |
| 23 июня 2011     | Защ  | Бен Тозер             | Нортгемптон Таун         | бесплатно       | [ 9 ]   |
| 4 августа 2011   | Пз   | Уэйн Раутледж         | Суонси Сити              | не разглашается | [ 10 ]  |
| 12 августа 2011  | Защ  | Хосе Энрике           | Ливерпуль                | не разглашается | [ 11 ]  |
| 26 августа 2011  | Пз   | Джои Бартон           | Куинз Парк Рейнджерс     | бесплатно       | [ 68 ]  |
| 16 сентября 2011 | Нап  | Фабио Дзамблера       | Свободный агент          | бесплатно       | [ 100 ] |
| 21 ноября 2011   | Пз   | Казенга Луа-Луа       | Брайтон энд Хоув Альбион | не разглашается | [ 197 ] |
| 13 марта 2012    | Пз   | Йоан Симун Эдмундссон | Викинг                   | бесплатно       | [ 310 ] |
| 1 апреля 2012    | Вр   | Оле Сёдерберг         | Мольде                   | бесплатно       | [ 318 ] |

### Ушли в аренду
| Дата ухода                                     | Поз.   | Имя              | В клуб                   | Дата возвращения                                                     | Матчи и голы в аренде                                   | Ссылка                 |
| ---------------------------------------------- | ------ | ---------------- | ------------------------ | -------------------------------------------------------------------- | ------------------------------------------------------- | ---------------------- |
| 16 июля 2011                                   | Пз     | Казенга Луа-Луа  | Брайтон энд Хоув Альбион | 15 января 2012 выкуплена 21 ноября                                   | —                                                       | [ 19 ]                 |
| 5 августа 2011                                 | Пз     | Майкл Ричардсон  | Лейтон Ориент            | 5 сентября 2011                                                      | 4 матча (2), 1 гол и 1                                  | [ 20 ]                 |
| 11 августа 2011 16 сентября 2011               | Защ    | Джеймс Тавернир  | Карлайл Юнайтед          | 13 сентября 2011 продлена до 5 ноября 2011                           | 17 матчей, 3                                            | [ 21 ] [ 97 ]          |
| 11 августа 2011                                | Нап    | Фил Эйри         | Хиберниан                | 11 января 2012 прекращена 27 сентября из-за травмы                   | 1 матч (1) — 19 минут                                   | [ 22 ] [ 115 ]         |
| 12 августа 2011                                | Нап    | Хиско            | Депортиво Ла-Корунья     | 1 июня 2012                                                          | 16 матчей (13), 3 гола, 3                               | [ 23 ]                 |
| 18 августа 2011                                | Вр     | Фрейзер Форстер  | Селтик                   | 1 июня 2012                                                          | 47 матчей, 31 пропущенный мяч, · 26 матчей «на ноль», 1 | [ 53 ]                 |
| 8 сентября 2011 6 октября 2011 21 октября 2011 | Вр     | Джек Аник        | Гейтсхед                 | 8 октября 2011 продлена до 22 октября 2011 продлена до 1 января 2012 | 9 матчей, 11 пропущенных мячей, 2 матча «на ноль»       | [ 91 ] [ 135 ] [ 144 ] |
| 16 сентября 2011                               | Пз/Нап | Райан Дональдсон | Транмир Роверс           | 16 октября 2011 прекращена 22 сентября из-за травмы                  | 1 матч — 26 минут                                       | [ 98 ] [ 99 ]          |
| 30 сентября 2011                               | Вр     | Оле Сёдерберг    | Дарлингтон               | 29 октября 2011                                                      | 6 матчей, 9 пропущенных мячей, 2 матча «на ноль»        | [ 119 ]                |
| 6 октября 2011                                 | Защ    | Джефф Хендерсон  | Гейтсхед                 | 7 ноября 2011 продлена до 7 декабря 2011                             | 8 матчей (2), 1 гол, 1                                  | [ 134 ] [ 185 ]        |
| 24 октября 2011                                | Вр     | Стивен Харпер    | Брайтон энд Хоув Альбион | 20 ноября 2011                                                       | 5 матчей, 5 пропущенных мячей, 2 матча «на ноль»        | [ 160 ]                |
| 3 ноября 2011                                  | Вр     | Оле Сёдерберг    | Честерфилд               | 10 декабря 2011                                                      | 4 матча, 13 проп. мячей                                 | [ 169 ]                |
| 21 ноября 2011                                 | Нап    | Найл Рейнджер    | Барнсли                  | 14 января 2012 прекращена 22 декабря из-за травмы                    | 5 матчей (2), 1 голевая передача                        | [ 194 ] [ 227 ]        |
| 21 ноября 2011                                 | Защ    | Джеймс Тавернир  | Шеффилд Уэнсдей          | 9 января 2012                                                        | 8 матчей, 1                                             | [ 198 ]                |
| 21 декабря 2011                                | Нап    | Дэн Тейлор       | Эшингтон                 | 28 января 2012                                                       | 3 матча, 4 гола                                         | [ 226 ]                |
| 20 января 2012                                 | Нап    | Фил Эйри         | Гейтсхед                 | 20 февраля 2012 прекращена 7 февраля                                 | 2 матча (1)                                             | [ 266 ]                |
| 29 января 2012                                 | Пз     | Алан Смит        | Милтон-Кинс Донс         | 1 июня 2012                                                          | 18 матчей (3), 2 гола, 6 , · 3 голевых передачи         | [ 274 ]                |
| 31 января 2012                                 | Защ    | Джеймс Тавернир  | Милтон-Кинс Донс         | 1 июня 2012 прекращена 4 апреля                                      | 7 матчей, 1 голевая передача                            | [ 275 ]                |
| 10 февраля 2012                                | Пз     | Харис Вучкич     | Кардифф Сити             | 10 марта 2012                                                        | 5 матчей (3), 1 гол, 1 голевая передача                 | [ 291 ]                |
| 2 марта 2012                                   | Пз     | Сэмюэл Аджей     | Хартлпул Юнайтед         | 31 марта 2012 прекращена 5 марта из-за травмы                        | 1 матч (1) — 30 минут                                   | [ 297 ]                |
| 5 марта 2012 4 апреля 2012                     | Защ    | Пол Дамметт      | Гейтсхед                 | 3 апреля 2012 продлена до 1 июня 2012                                | 10 матчей                                               | [ 306 ] [ 352 ]        |
| 22 марта 2012                                  | Нап    | Найл Рейнджер    | Шеффилд Уэнсдей          | 1 июня 2012                                                          | 8 матчей (1), 2 гола, 3                                 | [ 314 ]                |